# Бокс
Бокс (через фр. boxe, от англ. box, гипотетически через лат. pugnus — «кулак», от греч. πυγμη (πυξ) — «кулак») — контактный вид спорта, единоборство, в котором спортсмены наносят друг другу удары кулаками, обычно в специальных перчатках. Рефери контролирует бой, который длится до 12 раундов. Победа присваивается тому из противников, который набрал в итоге большее число очков, либо победителем объявляют того боксёра, которому удалось сбить соперника с ног, после чего последний не смог подняться в течение десяти секунд (нокаут); травма, не позволяющая продолжать бой, может стать причиной т. н. технического нокаута. Если после установленного количества раундов поединок не был прекращён, то победитель определяется оценками судей.
Самые ранние свидетельства подобных состязаний запечатлены ещё на шумерских, египетских и минойских рельефах. Турниры по кулачным боям, напоминающим бокс, проходили ещё в Древней Греции. По-настоящему в Европе кулачный бой стал спортивным единоборством в 688 году до н. э., когда кулачные бои были впервые включены в программу античных Олимпийских игр. Современный бокс сформировался в Англии в начале XVIII века.
Поскольку в некоторых странах существуют собственные разновидности бокса — французский бокс (смесь савата, английского бокса и фехтования на тростях) во Франции, летхвей в Мьянме, муай-тай в Таиланде, панантукан на Филиппинах — по отношению к наиболее распространённому виду бокса иногда используются термины «английский бокс» или «классический бокс».

## Этимология
Фактически существует только одна версия происхождения слова «бокс» — от англ. boxing, от англ. box — «удар» и т. д. Нередко это слово связывается с англ. box — «коробка», «ящик», «ринг», хотя лингвисты зачастую считают эту связь народной этимологией.
Иначе объяснял слово «бокс» Макс Фасмер: 

бо́ксать «боксировать»; боксёр, по-видимому, из фр. boxe «бокс» и boxeur «боксёр», которые происходят из англ. to box и т. д.
 Эта версия подтверждается историческими условиями появления бокса в России: в 1887 году при Петербургском атлетическом обществе была создана первая в России секция бокса (первый кружок по боксу в Москве основал немногим позднее, в 1894 году, гвардейский офицер Михаил Кистер), которой руководил приглашённый из Франции тренер Эрнест Лусталло.

## Ранний период истории бокса
Первое изображение кулачного боя было сделано в шумерской пещере в третьем тысячелетии до н. э., а древнеегипетский рельеф второго тысячелетия до н. э. запечатлил уже не только кулачных бойцов, но и зрителей.
Но оба бойца дерутся голыми руками. В 1927 году американский археолог Спейсер обнаружил в Багдаде каменные плиты с рисунком, на котором два человека готовятся к поединку. Принято считать, что возраст этой находки — 7000 лет.
Кулачные бои также описывались в древних индийских текстах: в Ведах, Рамаянах, Махабхарате. Свидетельства существования доисторического бокса были найдены и во время раскопок в городах Мохенджо-Даро и Хараппа.
Первые находки, подтверждающие боксирование в перчатках (или в их эквиваленте), предназначенном для снижения травматизма, датированы 1500—900 годами до нашей эры на Крите и в горах Сардинии (2000—1000 до нашей эры).

### Бокс в Древней Греции

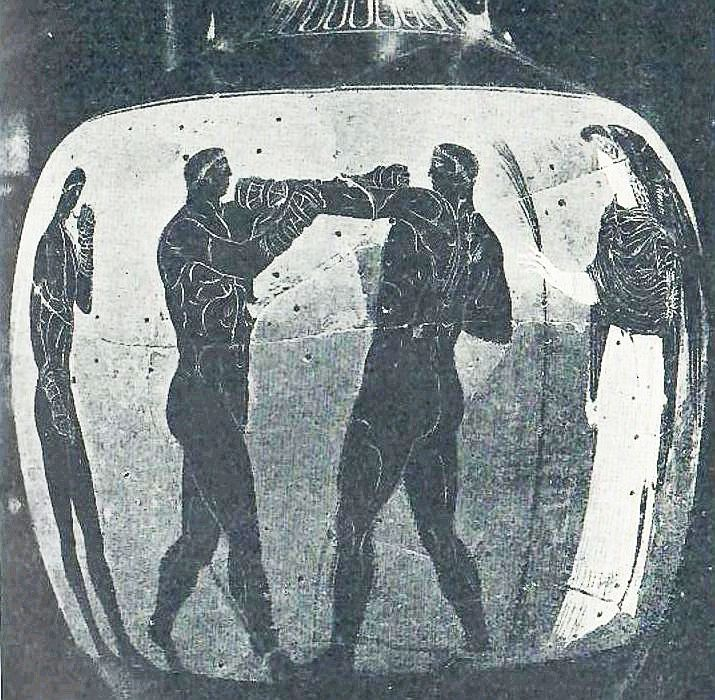
Сцена бокса, изображённая на панатенейской амфоре из Древней Греции, около 336 г. до н. э., Британский музей

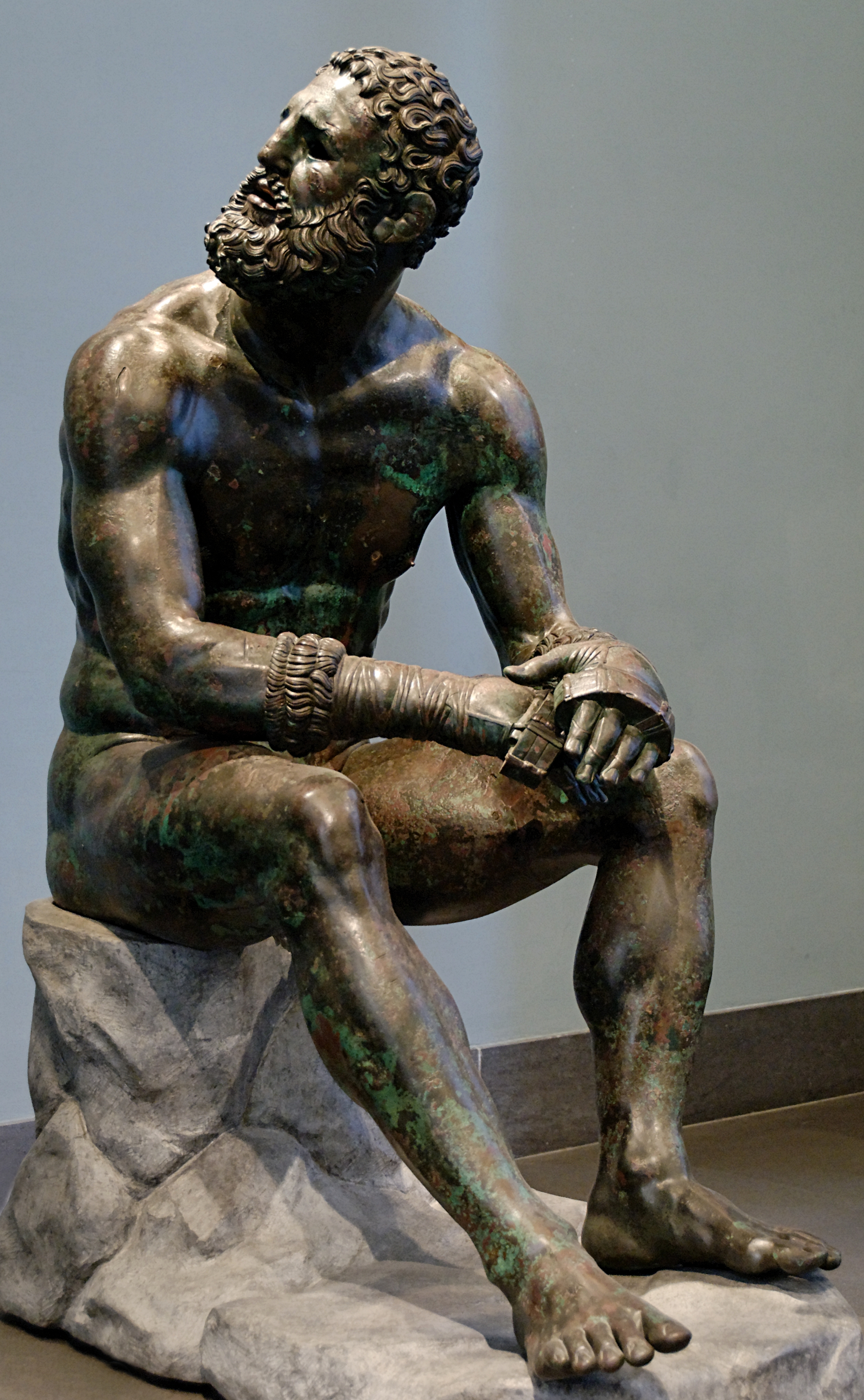
Кулачный боец отдыхает после состязаний (бронзовая скульптура, I век до нашей эры)

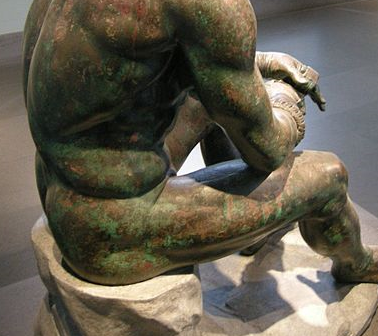
Вид развития спины и торса.

Ливанцы и этруски называли бокс пугилизмом. В Средиземноморье не было разделения на весовые категории, а клинч был строго запрещён. Поединки зачастую не были ограничены по времени (понятия раундов не существовало), заканчиваясь нокаутом, признанием поражения одним из участников, а иногда даже смертью. Хотя при тренировке использовались перчатки, во время состязаний участники обматывали руки полосками из твёрдой кожи, которые защищали кулаки.
Двадцать третья песня «Илиады» Гомера подробно рассказывает о боксёрском поединке между Эвреалом и Эпеосом.
Согласно «Илиаде», бокс был включён микенскими воинами в соревнования в честь умерших. Другая легенда гласит, что Тесей во время своего правления учредил разновидность бокса, в которой два участника садились друг напротив друга и били кулаками, пока один из них не умирал. С прошествием времени поединки стали проводиться стоя, а участники обматывали руки ниже локтя.
В 688 году до н. э. бокс был впервые включён в программу 23-х античных Олимпийских игр.
Принято считать, что создателем правил кулачных поединков, известных в то время как пигме (pygme), был Геракл.
Существует легенда, что спартанцы перед тем, как научиться владеть мечом и щитом, также проходили школу бокса.
Соревнования в Древней Греции проходили на квадратной площадке, посыпанной песком, а ограждением этого «ринга» были зрители. За соблюдением правил следил судья — гелладоник. Если в установленное время ни один из участников не уступал другому — назначался обмен ударами без защиты. К участию в Олимпиаде допускались только люди, рождённые свободными. Тренировки проходили в специальных школах — палестрах, спортсмены отрабатывали технику на мешках (назывались korykos) и во избежание травм во время поединков обматывали ремнями руки, запястья и иногда грудь.

### Бокс в Древнем Риме

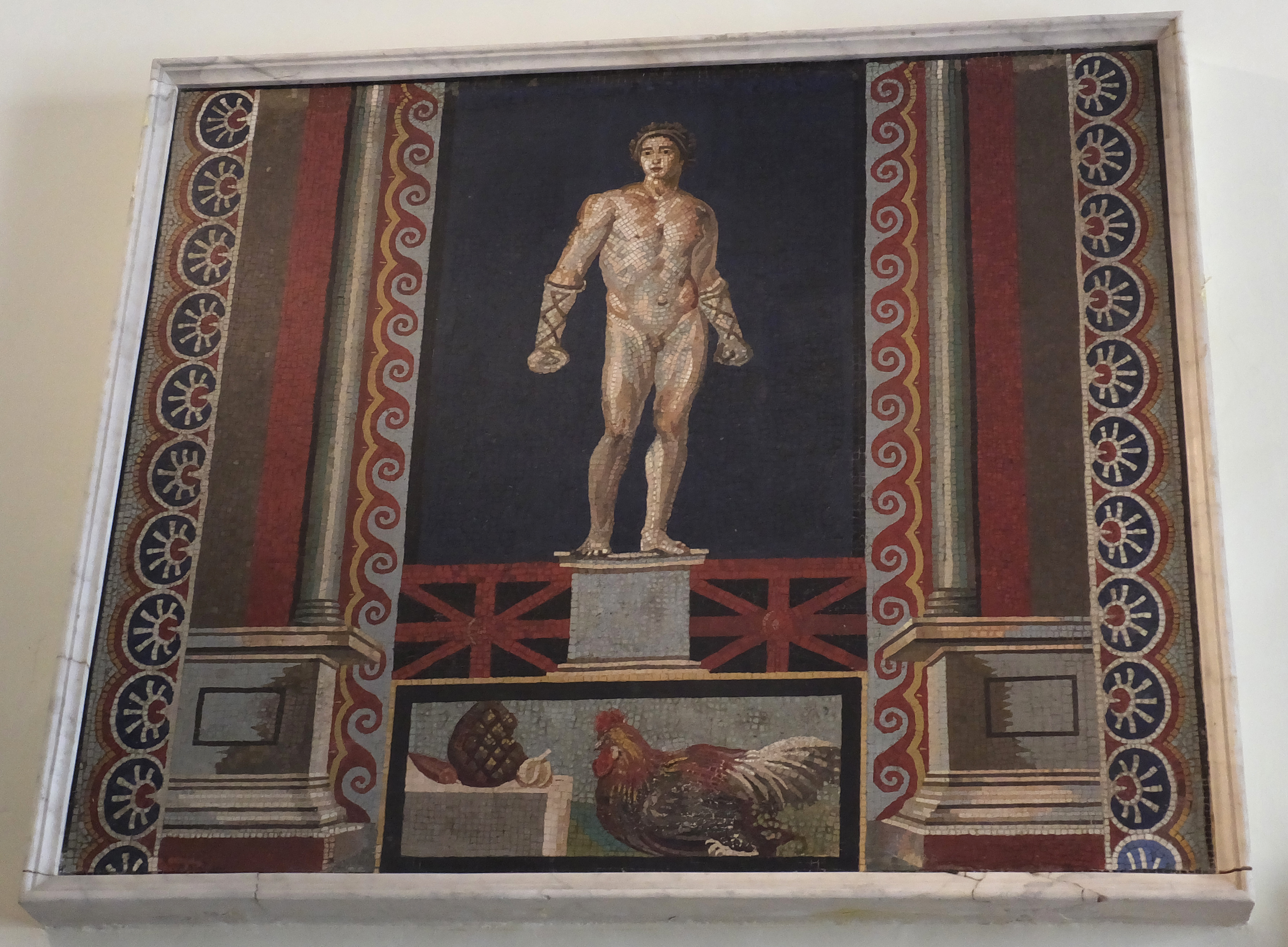
Боксёр с цестусами и петух на римской мозаике. Национальный археологический музей Неаполя, I век н. э.

В Древнем Риме существовало две разновидности бокса, и обе они происходили от этрусских традиций. Во всём Риме был популярен народный «бокс», но также существовал и гладиаторский вариант боя. Участниками подобных поединков в основном были преступники и рабы, которые надеялись завоевать свободу, но иногда бились свободные люди, аристократы и даже женщины. Гладиаторы дрались в своеобразных перчатках, иногда с шипами (см. цестус). Тело боксёра из Квиринал, покрытое рубцами, а также его ухо, деформированное от ударов, показывает, насколько жестокими были соревнования в то время.
Популярность кулачных боёв привела к тому, что даже императоры начали принимать в них участие, первым из них стал Нерон.
В 393 году римский император Феодосий по настоянию духовенства запретил проводить Олимпийские игры, потому что они считались языческим празднеством,
а в 500 году Теодорих Великий запретил бокс, как спорт, оскорбляющий Бога: ведь символ Бога, лицо, подвергался ударам. Однако этот указ не сильно повлиял на спортивную жизнь городов, находящихся за пределами Восточной империи. К этому времени Западная Европа перестала быть частью Римской империи, и здесь бокс оставался популярным на протяжении Средних веков и позже. Борьба, фехтование и гонки колесниц никогда не попадали под запрет, так как они не вызывали физических дефектов.

## Современный вариант

### Бокс голыми кулаками

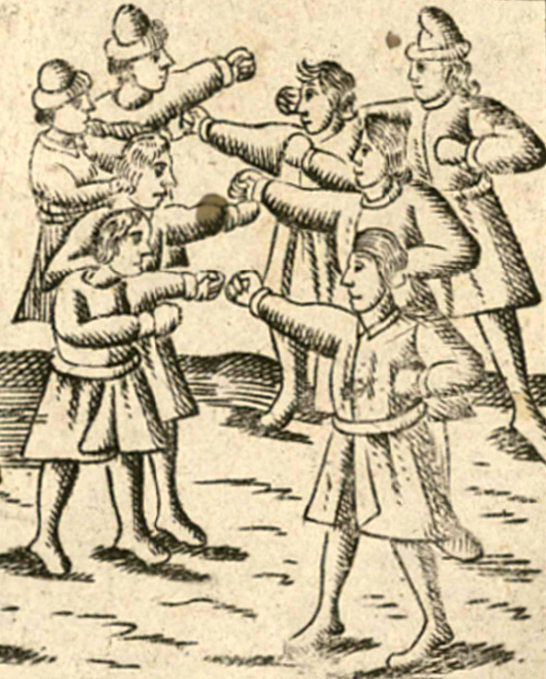
Кулачный бой «стенка на стенку»

После падения Рима не было найдено свидетельств, подтверждающих существование классического бокса, однако спорт сохранился и продолжал развиваться в различных городах и провинциях Италии (где в XIII веке был принят закон, разрешающий боксёрские поединки). В Древней Руси также часто проводились кулачные бои (различался кулачный бой на празднике ради забавы и поединок для разрешения спора), а в начале XVII века в Англии набрал популярность бокс голыми кулаками (до этого был распространён жестокий рукопашный бой, проводившийся на коммерческой основе, который разделился на бокс (преобладает ударная техника) и кэтч (преобладает борцовская техника)), тогда же возникло и само название «бокс», поскольку бои стали проводиться на огороженной квадратной площадке. Считается, что первым официально задокументированным поединком по боксу был бой между мясником и лакеем герцога Альбемарльского (заметка об этом была опубликована в газете Protestant Mercury за январь 1681 года). Однако имеются ещё более ранние упоминания. В жизнеописании Джона Пэррота (Королевского представителя в Ирландии в 1582—1588 годах) упоминается его поединок с лордом г. Абергавенни, а также его стычка с двумя лейб-гвардейцами, имевшие место в середине XVI века. В дневниках Сэмюеля Пеписа (члена Английского Парламента в 17-м веке) за 5 августа 1660 года упоминается стычка между немцем по имени Mynheer Clinke и водоносом возле Вестминстерской лестницы.
Поединки между английскими бойцами проводились без перчаток и отличались от обычной драки наличием некоторых правил, которые первое время определялись непосредственно перед боем договорённостью самих участников и их представителей. Первым общепризнанным чемпионом Англии считается Джеймс Фигг, однако он был более известен как мастер поединков на мечах и дубинках, чем как кулачный боец. 16 августа 1743 года чемпион Англии Джек Бротон опубликовал первый общепринятый свод правил — правила Бротона, которые позже легли в основу Правил Лондонского призового ринга 1838 года. Они не ограничивали продолжительность поединка, который заканчивался лишь в том случае, если один из бойцов оказывался на земле и не мог продолжить бой после тридцатисекундного перерыва, в течение которого ему оказывалась помощь секундантов. Помимо ударов кулаком разрешались удары локтем и головой. Могли использоваться захваты и броски. В 1853 году была принята новая версия Правил Лондонского призового ринга. В XVIII веке также зародилась теория «научного бокса» Д. Мендозы, призывавшая делать упор на стратегию боя, нежели собственно удары.
Тем не менее бокс в XIX веке обладал сомнительной законностью. Бои, проходившие в Англии и США, часто прерывались полицией. Участники продолжали использовать борцовскую технику, и состязания стали считаться нарушением общественного порядка. И всё же в это время появилось несколько чемпионов, которые выработали достаточно сложную тактику боя.

### Правила маркиза Куинсберри (1867 год)

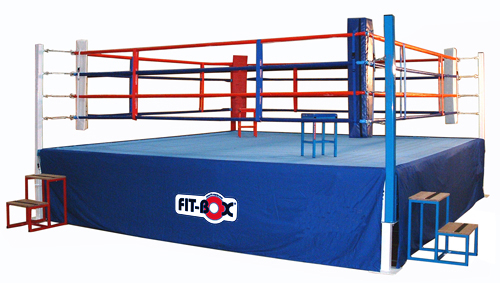
Боксёрский ринг

В 1867 году журналист, член любительского атлетического клуба Джон Грэхэм Чемберс разработал свод правил для предстоящего любительского чемпионата в Лондоне. Джон Шолто Дуглас, 9-й маркиз Куинсберри, поддержал автора материально и покровительствовал повсеместному внедрению правил в практику боксёрских поединков, и с тех пор правила стали ассоциироваться с ним.
Было утверждено 13 пунктов:
- бой должен проходить на квадратной площадке со стороной 24 фута;
- никаких оскорбительных высказываний во время боя;
- запрещены захваты, удушения, толчки корпусом, подножки, броски, удары головой, локтями, коленями;
- каждый раунд длится ровно 3 минуты с минутным перерывом между раундами;
- если один из соперников упал, он должен встать без посторонней помощи в течение 10 секунд, на это время его противник отходит в свой угол ринга. Как только боксёр поднялся, бой продолжается. Если по истечении 10 секунд боксёр не может продолжать бой, арбитр может засчитать ему поражение;
- боксёр, цепляющийся руками за канаты, считается упавшим;
- ни секунданты, ни кто-либо ещё не имеют права появляться внутри ринга во время раунда. Кроме боксёров на ринге может находиться только арбитр (рефери);
- боксёры выступают в кожаных перчатках, которые должны иметь одинаковый вес у обоих соперников, быть новыми и хорошего качества;
- если перчатка разорвалась или пришла в негодность, её, по требованию арбитра, необходимо заменить;
- боксёр, коснувшийся коленом ринга, считается упавшим;
- башмаки с острыми каблуками запрещаются;
- матч заканчивается победой одного из соперников (ничья возможна, если сделавшие ставки на боксёров согласны с таким исходом);
- в остальных случаях для решения вопросов должны использоваться «Правила Лондонского призового ринга».

В 1882 году в Англии произошло громкое «дело Р. Куни», по итогам слушаний которого было решено, что бои по старым правилам слишком опасны для здоровья спортсменов. Так, с этого времени бокс голыми кулаками постепенно перестал существовать, а «правила маркиза Куинсберри» стали общепринятыми. Постепенно, правила Куинсберри распространились в Северной Америке, а затем и в остальном мире.
В начале XX века бойцы, заручившись поддержкой влиятельных промоутеров, таких, как Текс Рикард, пытались добиться того, чтобы легализовать бокс в ряде континентальных штатов, где он ранее был запрещён (прежде всего в штате Нью-Йорк). Вскоре были организованы различные институты, регулирующие спортивные состязания на региональном и национальном уровне, впоследствии трансформировавшиеся в современные международные санкционирующие организации.

## Правила

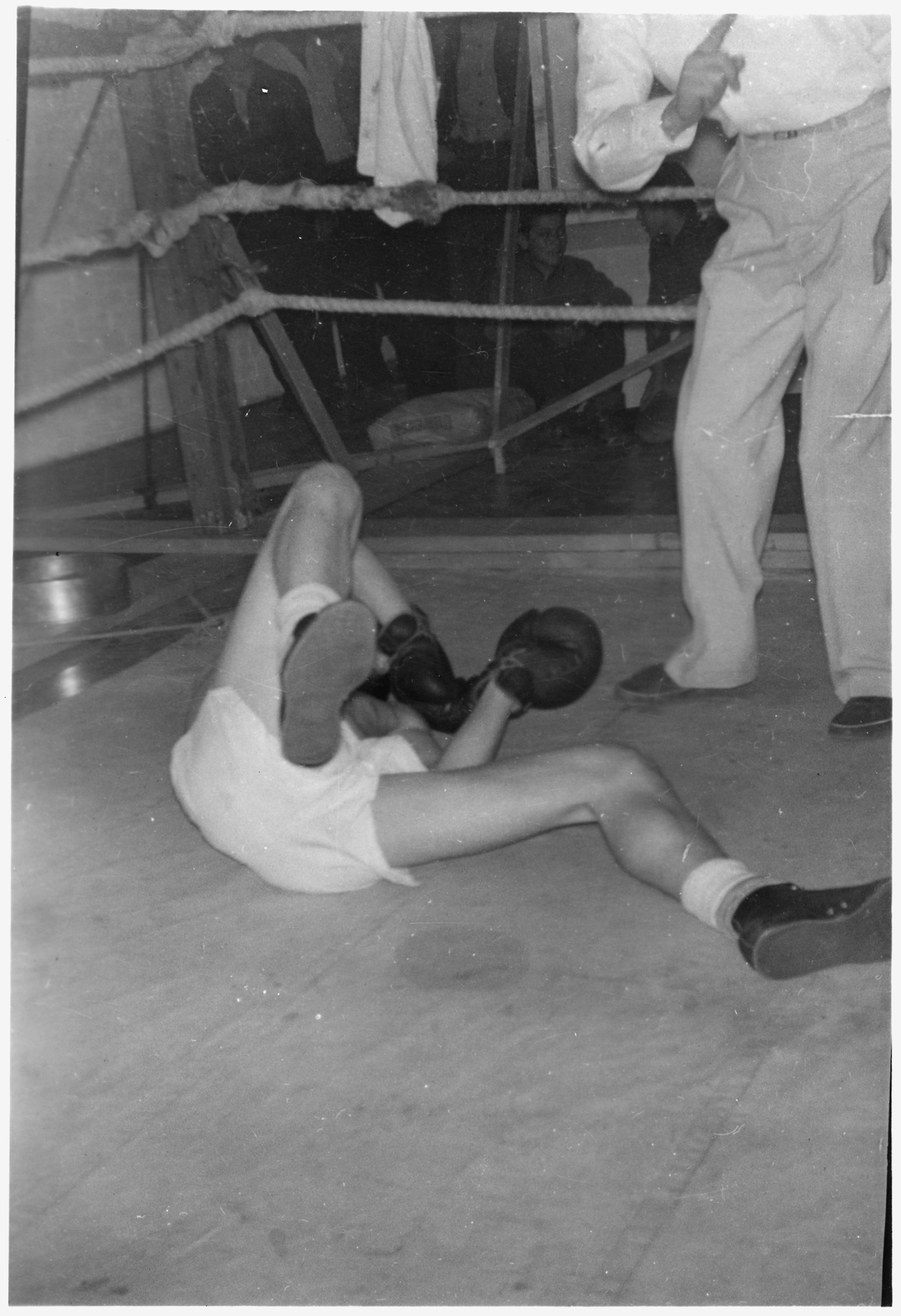
Боксёр находится в нокдауне и рефери начинает счёт до 10

С момента своего издания в 1867 году правила маркиза Куинсберри были основным источником регулирования боксёрских поединков.
Как правило, раунды имеют продолжительность 3 минуты (хотя в Великобритании использовались и 2-минутные раунды). Каждый боксёр выходит на ринг из отведённого ему угла, и после каждого раунда он направляется сюда для того, чтобы отдохнуть, получить советы тренера и необходимую помощь врача. Рефери контролирует бой: находясь на ринге, он следит за поведением бойцов, отсчитывает нокдауны и штрафует за нарушение правил. До трёх судей может находиться рядом с рингом для того, чтобы присваивать участникам очки.

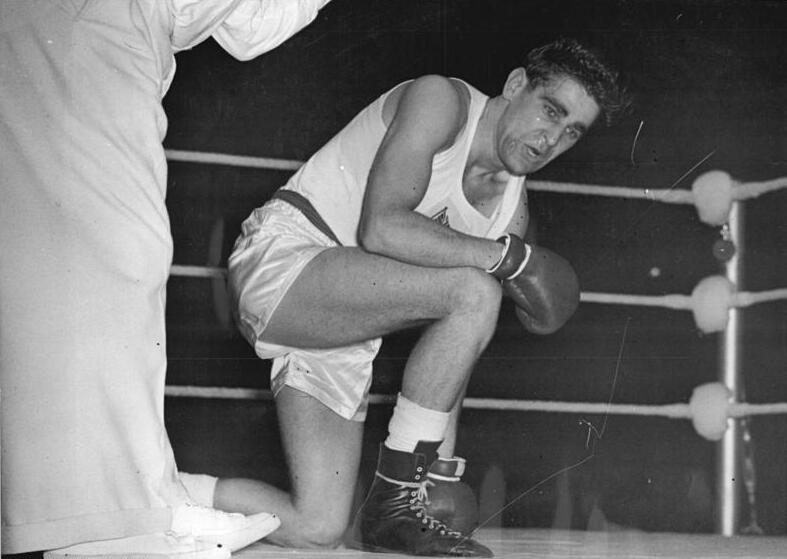
Для восстановления сил боксёры иногда «берут коленку» во время боя. Рефери ведёт отсчёт

Участник боя может стать победителем, отправив своего оппонента в нокаут. Если боксёр сбит на землю ударом и касается пола любой частью тела, кроме ноги, рефери начинает отсчёт. Если в течение 10 секунд он поднимается — бой продолжается, если нет — то он считается нокаутированным, а его соперник становится победителем. Также возможен технический нокаут: он признаётся рефери, врачом или углом боксёра в случае, если он получил травму или не может защищаться. Иногда действует правило трёх нокдаунов (в титульных боях под эгидой WBA), когда это количество приравнивается к техническому нокауту. Если поединок закончился, и ни один из участников не одержал досрочной победы, то его исход решается судьями. Победителем становится спортсмен, набравший наибольшее количество очков, но иногда случаются и ничейные результаты.

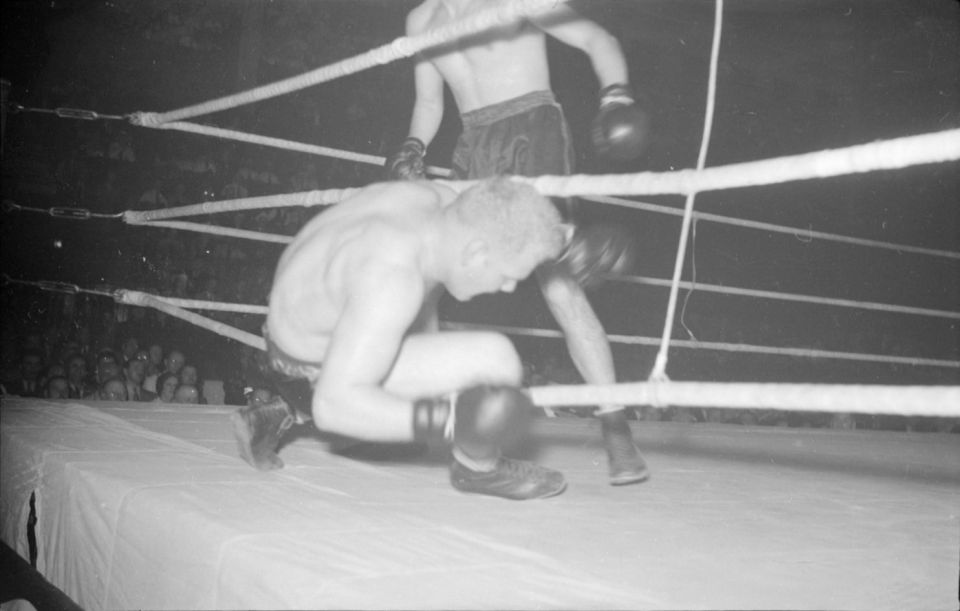
В случае выпадения боксёра за пределы ринга, счёт увеличивается до 20

Боксёрам запрещается наносить удары ниже пояса, держать друг друга, толкаться, кусаться, плеваться и бороться. Также нельзя бить ногой, головой, коленом и любой другой частью руки кроме сжатого кулака (локтем, плечом, предплечьем, запястьем, открытой ладонью). Запрещено делать удары в спину, в заднюю часть шеи, в затылок и по почкам. Нельзя держаться за канат или соперника во время удара, а также делать нырки ниже пояса. Если клинч разбивается рефери, оба бойца, перед тем как нанести удар, должны сделать полный шаг назад. Когда один из боксёров находится в нокдауне, второй должен отойти в нейтральный угол и ждать решения судьи.
Боксёрам нельзя много убегать и быть возле канатов много раз. За это снимается одно очко
Рефери может наказывать за нарушение правил предупреждением, снятием очков или даже дисквалификацией. Умышленное действие против правил, наносящее травму сопернику и останавливающее бой, как правило приводит к последней и самой строгой мере. Боксёр, получивший случайный удар ниже пояса, может восстановить силы в течение 5 минут. Если после отведённого времени он не готов продолжить бой, он признаётся нокаутированным. Особым пунктом правил является случайное столкновение головами, повлёкшее травму, делающую невозможным или опасным продолжение боя. Если событие произошло в первые четыре раунда, то бой считается ничейным либо несостоявшимся (какой именно будет итог, оговаривается до боя). Если событие произошло после четвёртого раунда, то бой останавливается, и судьи считают голоса за полные раунды. Намеренное столкновение головами считается нарушением и штрафуется.
Запрещённые приёмы:
- удар ниже пояса;

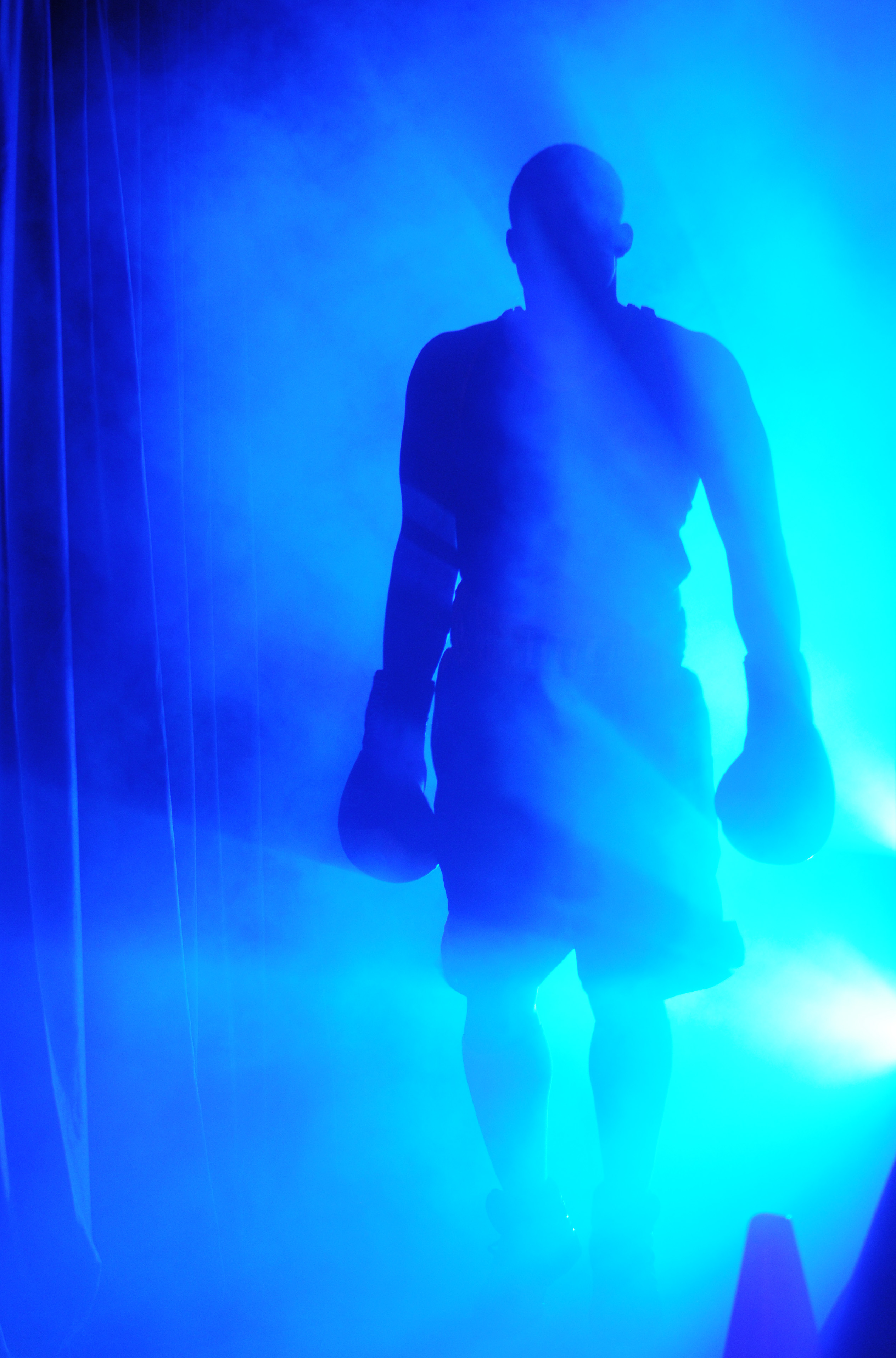
Современный бокс вобрал в себя большое количество элементов шоу, включая выход боксёра на ринг (walkout), позже заимствованный другими единоборствами

- удар (или опасное движение) головой;
- удар по затылку;
- удар по почкам;
- удар в спину;
- удар открытой перчаткой (ребром или тыльной стороной, особенно шнуровкой);
- захват (головы, руки, перчатки, туловища);
- захват с нанесением удара;
- нажим рукой на лицо соперника;
- повороты спиной к противнику;
- толкание противника;
- использование канатов для нанесения удара;
- хватание канатов.

## Тренировки
Тренировки боксёров-любителей часто проходят в группах. Вначале спортсмены разминаются; рекомендовано проводить более продолжительную подготовительную часть занятия с начинающими боксёрами или если того требует состояние спортсменов, этап подготовки и пр. В основной части осуществляется отработка техники передвижений, ударов и защит, имитационная у зеркала или в парах, упражнения на снарядах (боксёрский мешок, груша, лапы) и в парах, в том числе спарринги. В заключительной части проводятся упражнения, направленные на расслабления — гимнастические, дыхательные и пр. В практике часто применяются упражнения с отягощениями (штанга), вместо отдельных занятий по атлетизму.
Наибольший объём в подготовке боксёров традиционно занимали упражнения по ОФП, общей физической подготовке: беговые упражнения на выносливость или плавание, спортивные игры, особенно футбол, баскетбол и волейбол, в США — бейсбол; работа с отягощениями — переноска тяжестей, колка дров, пиление дров, — являющаяся, по сути, трудом, возможным без отрыва от производства. Объём упражнений ОФП стал резко сокращаться в пользу упражнений по СФП, специальной физической подготовке, начиная с 1970-х годов; в наше время большая часть упражнений ОФП выполняется в специализированных залах бокса ограниченными средствами — применяются штанги, гантели, эспандеры, тренажёры.

## Профессиональный и любительский бокс

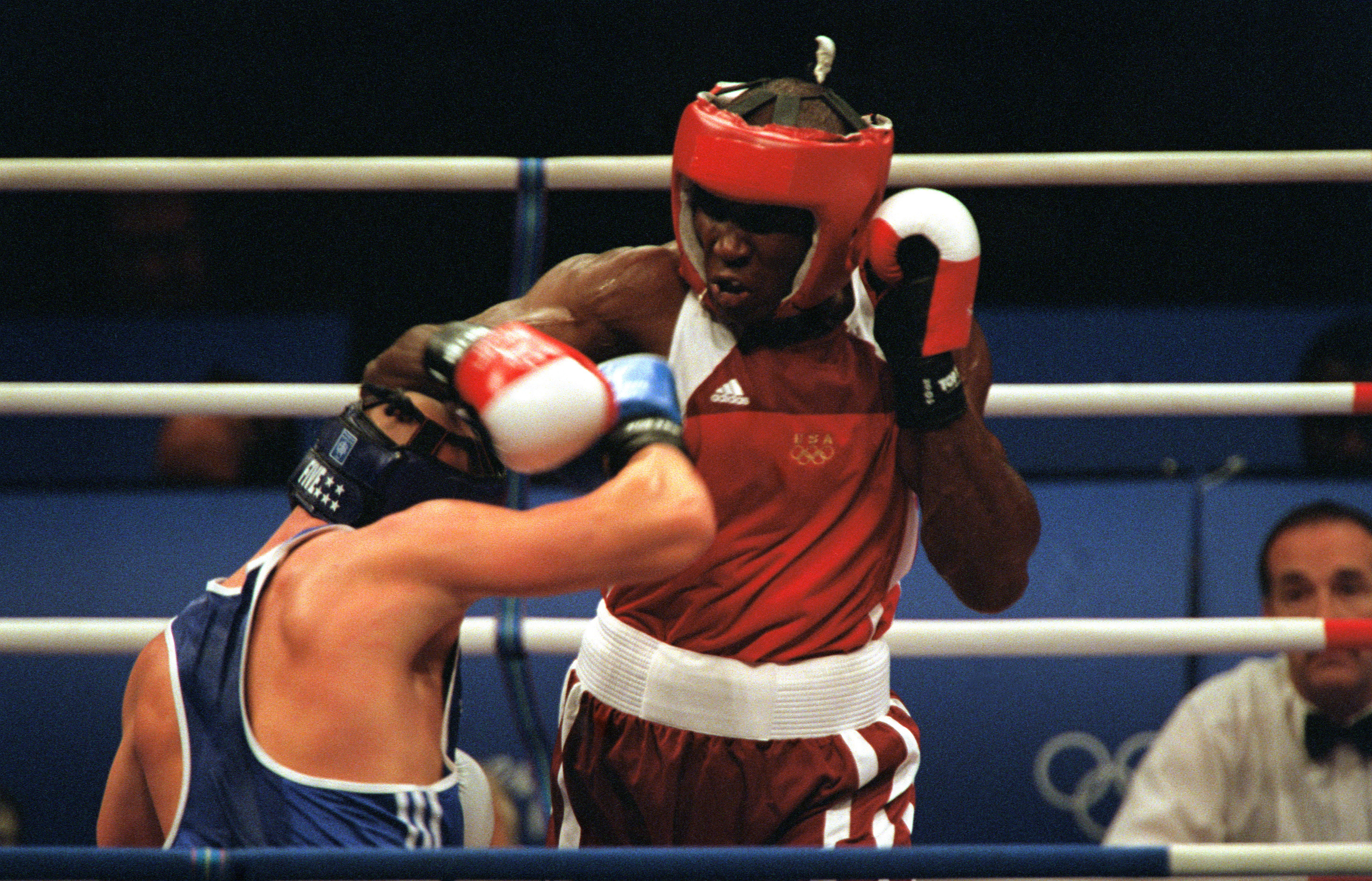
Бокс на Олимпийских играх

Ставки изначально сопровождали кулачные, а затем и боксёрские бои; подобный, чисто финансовый интерес привёл к развитию профессионального бокса. Современное Олимпийское движение способствовало становлению структур любительского бокса, который в 1904 году, а в 1920 году — окончательно, вошёл в программу Игр. Развитие любительского бокса в ряде стран, особенно европейских, традиционно связано с государственным финансированием.
Количество боксёров-любителей во всех странах мира выше, чем количество боксёров-профессионалов. Соревнования боксёров-профессионалов всё ещё запрещены в ряде стран, в частности, на Кубе, в КНДР и др. Профессиональный бокс характеризуется высокими соревновательными нагрузками, жестокостью, — бои длятся от 4 до 12 раундов, проходят в более лёгких перчатках, что повышает травматизм — и зрелищность. Высокий уровень организации отличает лучшие профессиональные шоу, в них участвуют боксёры, имеющие значительный соревновательный опыт, включая любительский; как правило, они получают впечатляющее денежное вознаграждение. Изначально любители, даже очень титулованные и выступавшие за страны, где наиболее развит профессиональный бокс, не всегда избирали профессиональную карьеру, как, например, олимпийский чемпион 1952 г., обладатель Кубка В. Баркера американец Норвел Ли или чемпион 1956 г., также обладатель данного приза лучшему боксёру олимпийского турнира, британец Ричард Мактаггарт, продолжившие выступления как любители и никогда не переходившие в профессионалы. Многие из выдающихся любителей, став профессионалами, добились относительно скромных успехов. Постепенно, с увеличением количества международных спортивных федераций в профессиональном боксе, сформировалась иная система: чемпион мира среди любителей, олимпийский призёр в большинстве случаев добивается пояса чемпиона мира. Впрочем, нельзя забывать о трагических судьбах американца Э. Сандерса и кенийца Р. Вангилы, олимпийских чемпионов, погибших на профессиональном ринге, но не имевших никаких титулов. Любопытно, но противники, уступившие им досрочно в олимпийских финалах (1952 г. в тяжёлом весе и 1988 г. в полусреднем весе соответственно), И. Юханссон и Л. Будуани, стали чемпионами мира среди профессионалов.

### Любительский бокс
В любительском боксе с 2013 года формула боя 3 раунда по 3 минуты, шлемы у взрослых мужчин (элита) не используются.
Любительский бокс на высочайшем уровне можно увидеть на Олимпийских играх, чемпионатах мира, континентальных первенствах, Играх Содружества и многих других соревнованиях, санкционированных ассоциацией этого вида спорта. На Олимпийских играх и других соревнованиях, которые проводятся Ассоциацией любительского бокса, бой состоит из 3-х раундов по 3 минуты. Между раундами — перерыв 1 минута.
В 1924 году была организована Международная федерация боксёров-любителей (ФИБА), которая в 1946 году была расформирована и заменена АИБА. Первый чемпионат Европы был проведён в год открытия федерации — в 1924 году, а первенство мира состоялось через 50 лет — в 1974 году. До 1986 года включительно чемпионаты мира проводились каждые четыре года, а начиная с 1989 года — раз в два года.
Рекордсмен по количеству побед на мировых первенствах — кубинец, выступавший в тяжёлом весе, — Феликс Савон (6-кратный чемпион), признанный лучшим боксёром-любителем последнего десятилетия XX века.
Став трёхкратным олимпийским чемпионом после победы в Сиднее в 2000 году, он догнал по этому показателю Теофило Стивенсона и Ласло Паппа, которые делят ещё одно достижение — они провели по 4 «чистых» нокаута на олимпийских турнирах по боксу. Лучшим на европейских первенствах остаётся польский боксёр Збигнев Петшиковский, завоевавший 4 золотые медали в трёх весовых категориях (71 кг, 75 кг, дважды в 81 кг). Четырежды чемпионом Европы (все 4 раза — в весе 48 кг) стал также болгарин И. Маринов-Мустафов, олимпийский чемпион 1988 г. (чего никогда не добивался З. Петшиковский), а трижды в трёх последовательных весовых категориях (54 кг, 57 кг, 60 кг) чемпионом Европы становился также советский боксёр В. Рыбаков, тоже никогда не побеждавший на Олимпийских играх, чемпионате мира или Кубке мира, но четырежды награждавшийся призом Н. А. Никифорова-Денисова лучшему боксёру чемпионата Европы, включая один раз, когда стал всего лишь бронзовым призёром. Впрочем, только З. Петшиковский удерживает оба данных достижения на континентальных первенствах.
Удар засчитывается только когда боксёр касается соперника дозволенной для удара стороной перчатки (кулаком), удары внутренней стороной перчатки, ребром, тыльной стороной ладони запрещены. Рефери следит за боем, чтобы боксёры использовали только разрешённые приёмы. Пояс участников показывает нижний уровень ударов: тот, кто целенаправленно бьёт ниже него, дисквалифицируется. Также рефери следит за тем, чтобы боксёры не держали друг друга для того, чтобы уклониться от боя, и прекращает поединок досрочно, если один из участников нокаутирован, был в нокдауне максимально возможное количество раз, отказывается от продолжения боя, получил травму, не позволяющую продолжать бой, явно уступает своему сопернику и неспособен защищаться; в период применения электроники судейства также возможна была досрочная победа в случае разницы в 15 очков в пользу одного из боксёров.
В период с 1984 по 2012 годы Олимпийские игры и турниры АИБА проходили в защитных шлемах (масках). С 1 сентября 2013 года абсолютно все любительские турниры в боксе проходят без шлемов.
Также претерпела изменение система подсчёта очков в любительском боксе, для чего, начиная с 1989 г., применялись электронные счётчики (боковые судьи голосовали за присвоение очка; в течение 1 секунды трое из пяти боковых судей должны были нажать кнопку; очки за нокдауны не насчитывались автоматически, и даже на наивысшем уровне случались нокдауны, за которые судьи не дали очка; предупреждение оценивалось в два очка; при равенстве очков осуществлялся подсчёт очков с меньшим количеством голосов). По системе судейства «по запискам» очки считаются так, что бессмысленно набирать очки единичными точными попаданиями, судьи вновь считают очки, пользуясь системой основных (10 — победителю в раунде и меньше — проигравшему, также возможно поражение в раунде при равенстве очков) и вспомогательных (присуждаются за точные одиночные и серийные удары, эпизоды преимущества в ближнем бою, преимущество в 2 — 5 вспомогательных очков равно 1 основному) очков; в турнирах с выбыванием ничьи невозможны, в отличие от матчевых встреч; трое боковых судей голосованием поданных записок определяют победителя. Таким образом, система подсчёта очков стала аналогична профессиональной.

#### Полупрофессиональный бокс
В 2010 году была создана организация World Series Boxing, лига полупрофессионального бокса.
В отличие от традиционного любительского бокса члены лиги принимают участие в санкционированных поединках с голым торсом и без защитных шлемов. Также разрешено зарабатывать деньги, как и в профессиональном боксе. Тем не менее, члены лиги поддерживают любительский статус и по-прежнему имеют право выступать на Олимпийских играх. Как и в профессиональном боксе каждый бой решается при помощи начисления баллов тремя судьями или, в некоторых случаях, нокаутом, техническим нокаутом или отказом. В WSB существует 5 весовых категорий (легчайший (до 54 кг), лёгкий (до 61 кг), средний (до 73 кг), полутяжёлый (до 85 кг), тяжёлый (свыше 91 кг) вес). Бой состоит из пяти раундов по три минуты.

### Профессиональный бокс

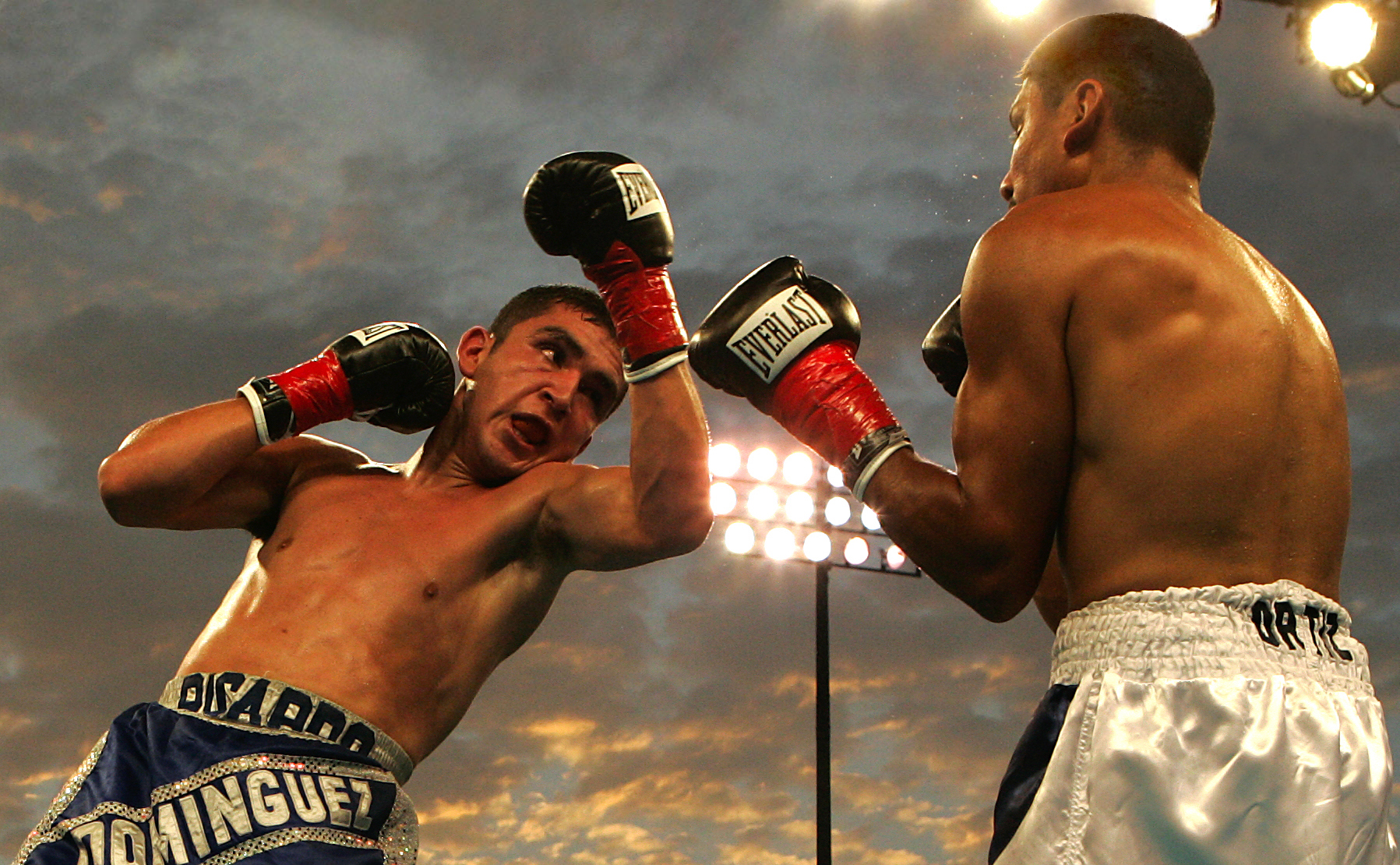
Боксёры: Рикардо Домингес против Рафаэля Ортиса

Поединки в профессиональном боксе, как правило, намного продолжительнее, чем любительские — от 8 до 12 раундов, хотя для неопытных боксёров проводятся поединки менее 10 раундов, но, как правило, не менее 4. Вплоть до начала XX века встречались бои, не ограниченные по количеству раундов, они обычно заканчивались нокаутом одного из боксёров либо остановкой боя секундантами. Чуть позже было решено установить верхний предел в 15 раундов, а в 1982 году, после смерти Дук Ку Кима, организация WBC (Всемирный боксёрский совет) ограничила максимальное количество раундов двенадцатью. В 1987-1988 годах её примеру последовали две другие влиятельные организации — WBA и IBF, в 1988—1989 годах и Всемирная боксёрская организация.
В профессиональном боксе шлемы запрещены, но рефери может остановить бой, если видит, что один из боксёров не может защищаться из-за травмы. В таком случае соперник признаётся победителем техническим нокаутом. Также технический нокаут присваивается, если участник получает рассечение, не позволяющее продолжать поединок. По этой причине боксёры часто нанимают специалистов (катменов), работа которых заключается в том, чтобы остановить кровотечение, пока рефери не прекратил бой. В отличие от любителей, профессионалы выходят на ринг по пояс обнажёнными.
Подсчёт очков в профессиональном боксе осуществляется по схеме обратного отсчёта с последующим сложением. Вышедшие на ринг боксёры имеют по 10 очков каждый. Победитель в раунде сохраняет за собой 10 баллов, проигравший получает 9 баллов, образуя таким образом счёт за один раунд 10—9. Если один из боксёров побывал в нокдауне, то с него снимается два балла, и раунд заканчивается (с одним нокдауном) со счётом 10-8. Если боксёр был в нокдауне два раза, то счёт становится 10—7, если три, то 10—6. Если в раунде была ничья (некоторые боксёрские организации считают ничейный результат некомпетентным судейством, но, всё же, он имеет место), то боковой арбитр выставляет счёт 10—10. В редких случаях бывает так, что боксёр, побывавший в нокдауне, выиграл раунд. В таком случае счёт должен быть 10—9 в пользу того, кто послал противника в нокдаун, так как по правилам число 10 всегда должно присутствовать.

## Стили боксирования
Существует много различных стилей боксирования. Стиль развивается, когда спортсмен выбирает, какие из подходящих ему действий он будет совершенствовать. Есть много терминов, определяющих стили.

### Смешанные стили
Боксёр не обязательно принадлежит какому-либо стилю: он может быть инфайтером и аутфайтером одновременно (один из ярких примеров — Бернард Хопкинс), может быть аутфайтером и боксёром-панчером одновременно (один из ярких примеров — Владимир Кличко). Таких примеров в боксе великое множество.

### Аутфайтер или чисто-боксёр

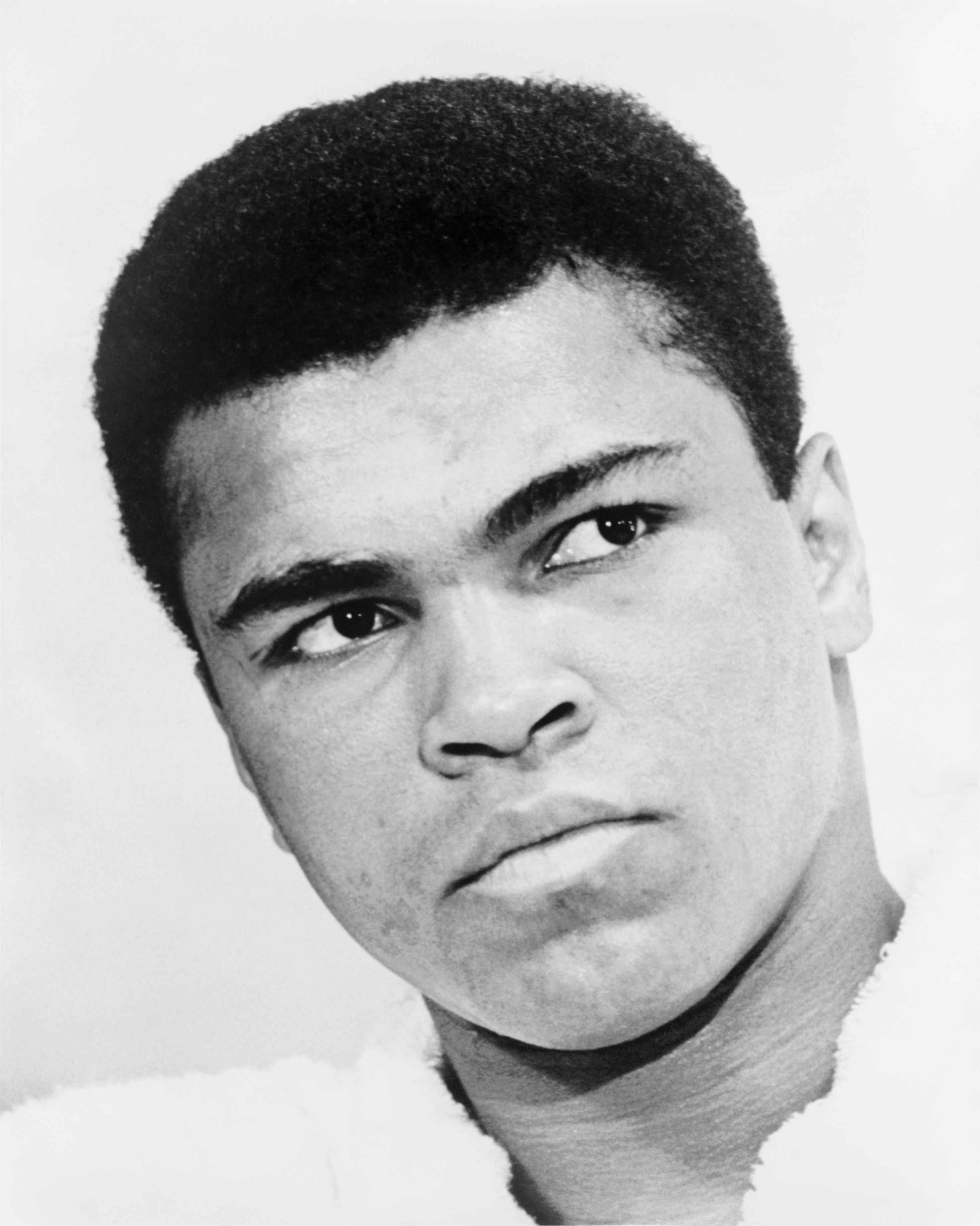
Мохаммед Али — ярчайший аутфайтер в истории бокса.

Аутфа́йтер (от англ. out-fighter), или чи́сто-боксёр (от англ. out-boxer), — стиль боксирования, при котором боксёр предпочитает ведение боя на дальней дистанции. Это техничный, лёгкий в ногах боксёр. Аутфайтер является противоположностью свормера. Такой боксёр, базируясь на лёгком и быстром передвижении по рингу, обычно стремится к постоянному сохранению дальней дистанции. При попытках противника прорвать защиту и войти в ближний бой, аутфайтер всегда старается удлинить дистанцию и остановить противника встречными ударами. Джеб левой рукой в голову — основное оружие аутфайтера, которым он удерживает на почтительном расстоянии наступающего противника. Правую руку он пускает в ход только в тех случаях, когда защита противника раскрыта. Ею же он усиливает свою защиту, используя её для отбивов и блокирования ударов противника. Сериями хуков и апперкотов аутфайтер пользуется только в самых благоприятных для него условиях, когда противник утомлён или ошеломлён ударом. Такие боксёры обычно никогда не поддаются эмоциям и не идут на обострение, а ведут размеренный, спокойный бой.
Аутфайтерами обычно бывают высокие и длиннорукие боксёры, обладающие хорошей скоростью и подвижностью. Аутфайтер делает ставку на передвижение и тактическую игру. Отличительная особенность аутфайтера — частые выигрыши по очкам, а не досрочное завершение поединка, хотя бывают и обратные случаи. Боксёры данного стиля должны обладать быстрой скоростью удара, отличной реакцией и хорошо двигаться на ногах.
Яркий пример аутфайтера — Мохаммед Али. Также примечательными аутфайтерами были: Джин Танни, Вилли Пеп и Рой Джонс.

### Боксёр-панчер

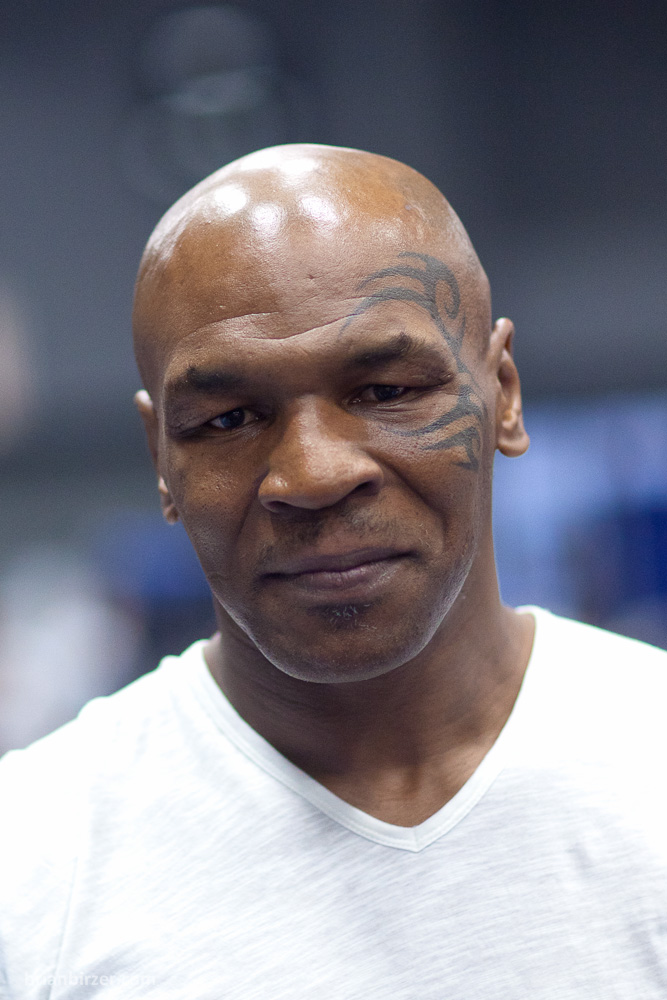
Майк Тайсон — один из лучших боксёров-панчеров в истории бокса.

Боксёр-па́нчер (от англ. boxer-puncher) — стиль боксирования, при котором боксёр придерживается средней дистанции во время боя и, прибегая к сочетанию техники и силы, старается нокаутировать соперника серией, а иногда даже и одним ударом. Боксёр-панчер чаще всего менее подвижен, чем аутфайтер, но техника передвижений в общих чертах схожа. Поскольку этот стиль подразумевает под собой победу нокаутами, боксёр-панчер должен быть отлично физически подготовлен.
Яркими боксёрами-панчерами были Джо Луис, Шугар Рэй Робинсон, Майк Тайсон, Геннадий Головкин, Энтони Джошуа.
Не следует путать данный термин с просто панчером, или нокаутёром, вроде Эрни Шейверса или Дэвида Туа.

### Свормер или инфайтер

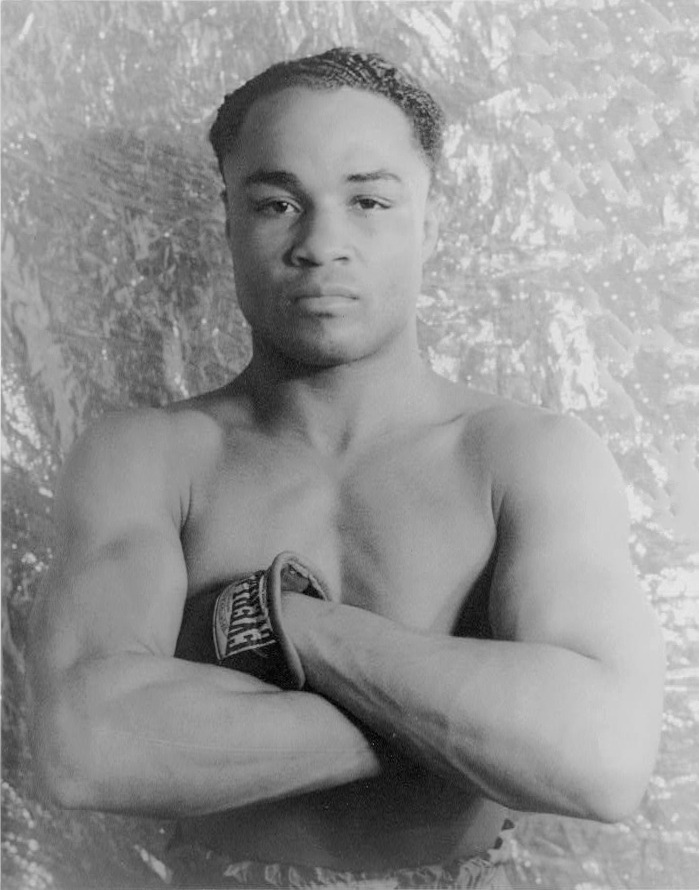
Свормер Генри Армстронг — один из величайших боксёров всех времён.

Сво́рмер (от англ. swarmer) или Инфа́йтер (от англ. in-fighter) — стиль боксирования, при котором боксёр предпочитает ведение боя на близкой дистанции, нанося подряд несколько комбинаций ударов, состоящих из хуков и апперкотов. Инфайтеры быстры, агрессивны и стремительны. Благодаря мощному удару они могут представлять серьёзную угрозу для своих соперников. Однако свормеры рискуют попасть под удары противника раньше, чем удастся подойти поближе и нанести ответные, поэтому всегда должны быть готовы выдержать атаку соперника. Свормеры — это агрессивные взрывные боксёры, опирающиеся на сокрушительные серии ударов, из-за чего меньше уделяют внимание технике, так как их основная цель — подавить противника одной или несколькими сериями ударов. Большинство свормеров имеют невысокий рост, что даёт им возможность прогибаться в талии при защите и делать уклоны. Отличительные качества свормера — умение держать удар, выносливость, агрессивность, большая сила удара.
Лучшими свормерами являлись Джек Демпси, Генри Армстронг и Джо Фрейзер.

### Слаггер или броулер

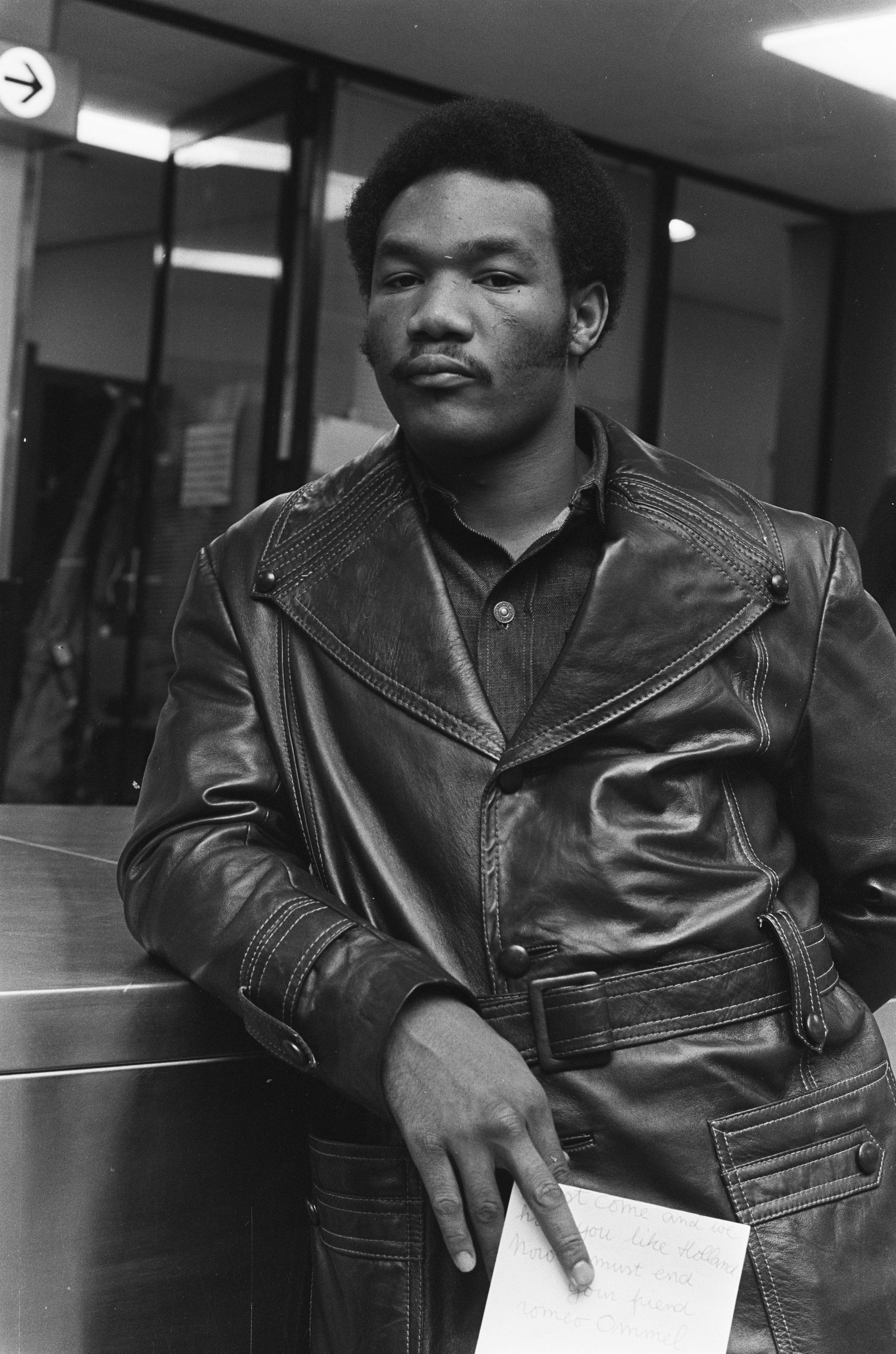
Слаггер Джордж Форман — самый известный слаггер

Сла́ггер (от англ. slugger) или Бро́улер (от англ. brawler) — боксёр, отдающий преимущество дуговым ударам, таким как хук или апперкот, но малоподвижный и не обладающий хорошей техникой защиты. Слаггеры всегда идут вперёд с расчётом нанести одиночный результативный удар, который способен отправить соперника в нокаут. Однако им чаще всего не хватает хитрости и хорошей работы ног, что они с лихвой компенсируют силой своего удара. Чаще всего, такие бойцы не очень подвижны, поэтому у них могут возникнуть трудности, если противник будет быстро перемещаться по рингу. Кроме того, слаггеры редко используют комбинации ударов одной рукой (хуки и апперкоты). Слаггеры медлительны, а их манера ведения боя часто предсказуема, что делает их уязвимыми для встречных ударов противника. Тем не менее, они обладают выносливостью, хорошей физической силой.
Слаггерами часто становятся возрастные боксёры небольшого или среднего роста, с хорошо развитым ударом. Слаггер предпочитает ураганные одиночные или двойные дуговые удары — хуки и апперкоты. Однако, если позволяет обстановка, будет держать более быстрого и техничного соперника на дистанции джебами. Самые важные качества слаггера — сила и умение выдерживать атаку соперника, постоянно оставаясь готовым нанести сокрушительный удар.
Неудобными соперниками для слаггеров являются аутфайтеры и подвижные панчеры.
Ярчайшими примерами слаггеров являются Макс Бэр, Рокки Марчиано и поздний Джордж Форман.

### Контрпанчер

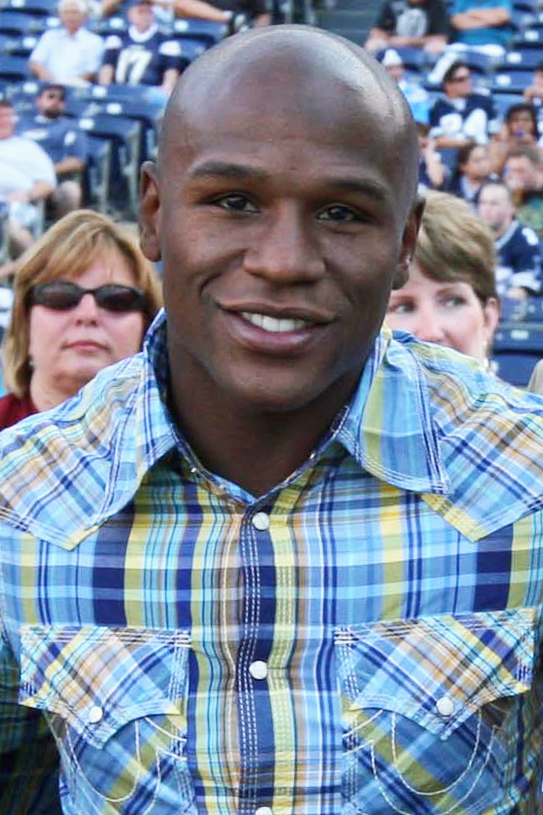
Флойд Мейвезер — непобеждённый контрпанчер

Контрпа́нчер (от англ. counter-puncher) — защитный, контратакующий стиль боксирования, выстроенный в расчёте на ошибки противника, на встречные контрудары вместо собственной инициативы. Задача контрпанчера — использовать каждую атаку соперника для своей контратаки. Выстраивается на хорошей защите, способности уйти от атаки соперника или заблокировать её с дальнейшими ответными контратаками. Требует отличных защитных навыков, рефлексов и реакции, высокой ручной скорости и отточенной техники.
Контрпанчер — крайне неудобный соперник для боксёров-агрессоров, особенно — для прямолинейных слаггеров. Контрпанчеры как правило выигрывают бой по очкам, однако бывают и исключения.
Примерами контрпанчеров можно выделить Хуана Мануэля Маркеса, Тайсона Фьюри, Флойда Мейвезера, Гильермо Ригондо, Пернелла Уитакера, и Криса Бёрда .

### Спойлер

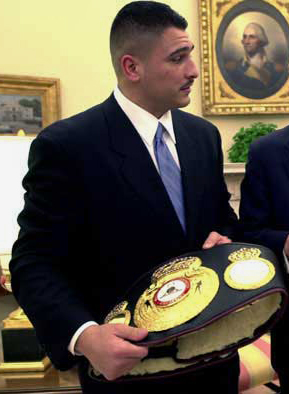
Джон Руис — самый известный спойлер

Спо́йлер (от англ. to spoil — «портить», «мешать») — противник, уходящий от прямого боя и ведущий поединок «вторым номером». Как правило, спойлер старается больше времени проводить в клинчах и порой использует грязные приёмы. Зачастую имеет своей целью не столько победить в поединке, сколько выставить другого боксёра посмешищем. Отличительная особенность спойлеров — пассивный ближний бой с многочисленными клинчеваниями. Основной целью спойлера является не дать противнику проявить себя в полной мере. Его действия делают невозможным использование сильных сторон соперника, превращая поединок в вязкое, нудное и малоинтересное событие. При малейшем намёке оппонента на атаку спойлер резко сокращает дистанцию до минимальной с вязанием рук и блокированием ударов противника. Именно таким образом они выигрывают большинство своих боёв. Идеальным полем деятельности спойлера является ближняя дистанция, а именно максимальный контакт. Он нужен спойлеру, как воздух, потому что его любимый приём, клинч, невозможно провести на дистанции. Подставки, отбивки и нырки — самые любимые манёвры спойлера. Этим они максимально связывают соперника и делают безопасными для себя его атаки. В ближнем бою спойлер ведёт себя как рыба в воде — он толкается, зажимает руки соперника, наносит короткие плотные удары, действует на грани фола. Чаще всего спойлер не ставит перед собой цель выиграть поединок с большим преимуществом, для него главное выиграть, любой ценой. Поэтому любой результат, кроме поражения, является для него приемлемым. Особенно досаждают спойлеры боксёрам атакующего стиля, предпочитающим открытый силовой бокс. В основном, боксёры выбирают спойлерскую тактику на бой для того, чтобы нейтрализовать более сильного ударника.
Представители этого вида стиля — Андре Уорд, Джон Руис, Демаркус Корли, Лара Эрисланди, Ише Смит, и т. д.
Однако, не все боксёры ведут себя как спойлеры в любом бою. В определённых случаях, тактикой спойлеров пользуются даже чемпионы мира.
Спойлерская тактика не нова и придумана не сегодня. Так, в 1926 году, Джин Тенни, в бою с лучшим инфайтером мира того времени, Джеком Демпси, аннулировал этим способом всю его тактику ближнего боя и измотал его силы. При всех случаях, когда Демпси удавалось в этом бою войти в ближнюю дистанцию, Тенни, уступавший ему в силе, немедленно накладывал свои руки на руки Демпси и искусно переплетал их, создавая положение клинча. После команды рефери «брейк!», Тенни был снова на дальней дистанции и продолжал вести бой в выгодной для себя обстановке.

### Менее распространённые стили боксирования

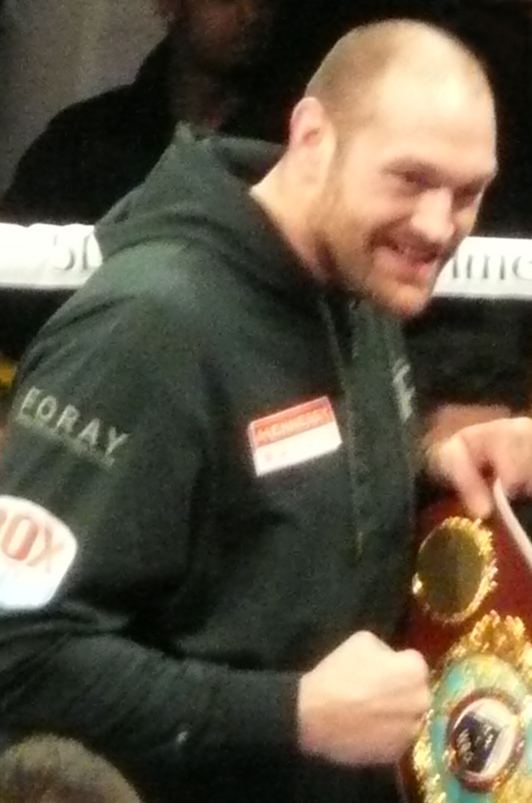
Тайсон Фьюри — известный универсал

Боксёр-универсал — боксёр, который умеет работать в обеих стойках, а также является амбидекстером. Яркими представителя являются Тайсон Фьюри и Брюс Селдон.
Боксёр-левша́ — боксёр, у которого левая рука сильнее, предпочитает держаться в бою в правосторонней стойке, то есть повернувшись к противнику правой стороной своего тела и выставив правую ногу вперёд. В этой стойке левше удобнее находить исходные положения для сильных ударов с левой руки, так же как правше из левосторонней стойки для ударов справа. Но с тактической стороны боя левше выгоднее держаться по отношению к противнику в левосторонней стойке. Вытянутая вперёд сильнейшая левая рука с большой лёгкостью будет расчищать путь к цели посредством джебов и хуков, чем противопоставленная ей слабая рука противника. Повёрнутое вправо туловище, передняя часть которого отстранена от сильнейшей правой руки противника, надёжно защищено. При переходе на ближнюю дистанцию для развития атаки, левша путём перестановки ног может принимать более удобные исходные положения для эффективного использования своей левой руки. В инфайтинге левше можно с успехом вести бой как в прямой, так и в правосторонней стойке, так как здесь, в тесном соприкосновении с противником, необычность в силе ударов, идущих с левой руки, дезориентирует его защиту. Преимущество здесь всегда будет на стороне левши, привыкшего всегда иметь дело с противниками правшами. Если же левша, в силу своей недостаточной способности к маневрированию, предпочитает держаться по отношению к противнику правой стороной тела, то этим самым он ограничивает свои возможности и возможности противника в маневрировании. При таком положении оба противника постоянно находятся под угрозой получения удара сильнейшей рукой, так как передние части головы и туловища у обоих противников остаются слабо защищёнными. Преимущество в этом боевом противодействии всегда остаётся за противником, который более быстр и решителен в атаке. При наличии достаточной способности к маневрированию боксёру-левше выгоднее боксировать в левосторонней стойке.
Ре́шер — агрессивный, отчаянно нападающий боксёр, мало раздумывающий над тактическими тонкостями. Такими боксёрами обычно бывают физически сильные бойцы, обладающие тяжёлыми нокаутирующими ударами. Решер умеет бить одинаково сильно каждой рукой. Он постоянно стремится в бою подойти поближе к противнику, чтобы нанести ему как можно больше своих хуков и апперкотов. Обычно он мало обращает внимания на свою защиту, так как легко может переносить самые сильные удары. Это очень опасный противник, способный дезориентировать боксёра своим безудержным нападением. Единственное, чем можно сломить решера — использовать такую тактику, при которой он устанет от собственных атак.
Известные представители: послетюремный Майк Тайсон, Корри Сандерс.
Нокаутёр — боксёр, который в большинстве случаев одерживает победы нокаутом. Как правило, все нокаутёры являются панчерами.
Па́нчер — боксёр, обладающий разовым нокаутирующим ударом. В свою очередь, далеко не все панчеры являются нокаутёрами.

## Инвентарь
Так как главную часть бокса составляют сильные удары, осуществляются меры для избегания травмы рук. Большинство тренеров не разрешают своим подопечным участвовать в спаррингах без бинтов и боксёрских перчаток. Использование этого снаряжения позволяет наносить более сильные удары, а возможность получить травму при этом снижается. Перед началом боя боксёры договариваются о весе перчаток, так как более лёгкий вариант позволяет наносить более сильные повреждения. Для защиты зубов, дёсен и челюсти бойцы носят капу.
Боксёры повышают мастерство на двух основных видах груш. Для отработки быстроты удара используется пневматическая груша, а для того, чтобы повысить силу удара — тяжёлый мешок. Боксёрский мешок может быть подвесным или напольным. Тренировка боксёра включает в себя большое количество общих упражнений: работа на скакалке, бег, силовые упражнения.
Шлем используется в любительском боксе, а также профессионалами во время спаррингов для того, чтобы избежать рассечений и синяков.

## Техника

### Стойки
Стойка — это наиболее удобное расположение тела для нанесения удара или совершения защитных действий. Современная стойка боксёра сильно отличается от той, что использовалась в XIX и начале XX века.

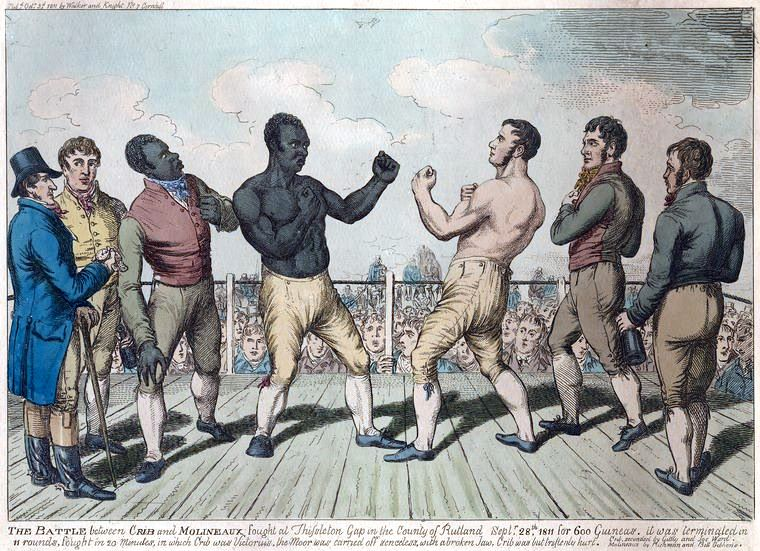
Молино против Крибба (1811 год)

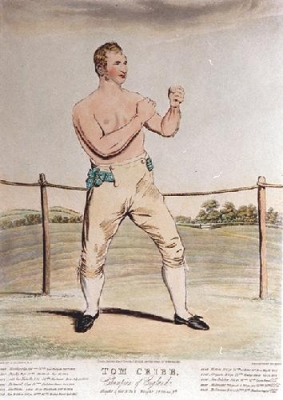
Том Крибб (начало XIX века)

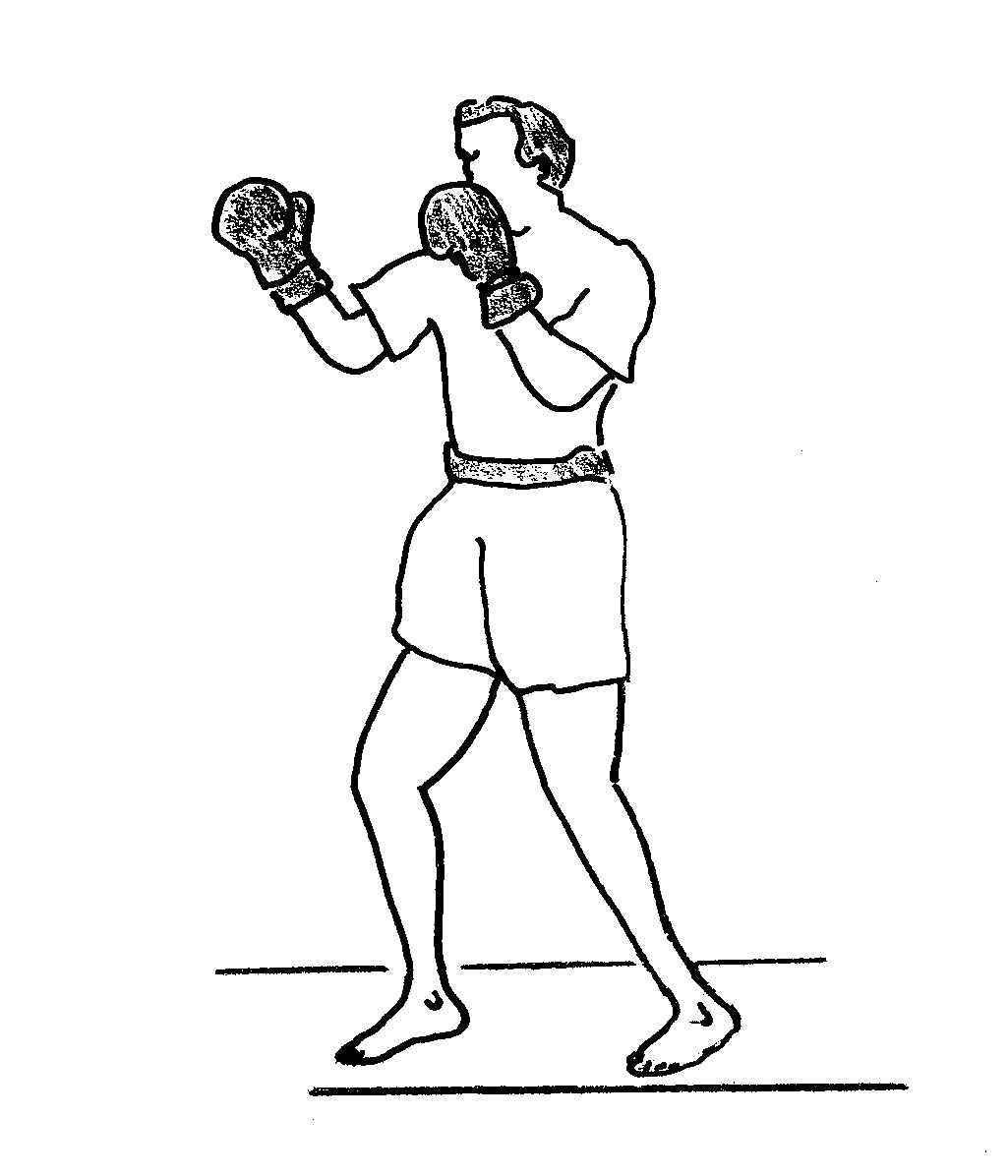
Современная стойка боксёра

При левосторонней стойке (стойка для правши) левая нога боксёра находится впереди. Правая нога расположена на один шаг сзади и на полшага вправо. Ноги слегка согнуты в коленях, вес тела почти равномерно распределён на обе ноги, но немного больше нагружена правая. Левая, согнутая в локте рука, вынесена перед туловищем, при этом локоть опущен, левый кулак находится примерно на уровне плечевого сустава. Правая рука также согнута в локте, и правый кулак находится справа у подбородка и повёрнут внутрь. В англоязычной литературе левостороннюю стойку часто называют «ортодоксальная стойка» («orthodox stance»).
Правосторонняя стойка (стойка для левши) — зеркальное отражение левосторонней; в ней соблюдаются те же принципы, только спереди находятся правая рука и правая нога.
Третья разновидность стойки — фронтальная. Она используется в ближнем бою.
Стойки могут немного различаться в зависимости от телосложения бойца и его манеры вести бой. Освоив типовую стойку, опытный боксёр может выработать собственную. Некоторые боксёры, например, предпочитают держать обе руки на уровне головы, однако при этом возникает угроза ударов по корпусу.
Стойки могут разделяться по степени группировки на открытые и закрытые, и по высоте подъёма общего центра тяжести — на высокие и низкие.

### Удары
В боксе существует четыре основных удара: джеб, кросс, хук и апперкот.

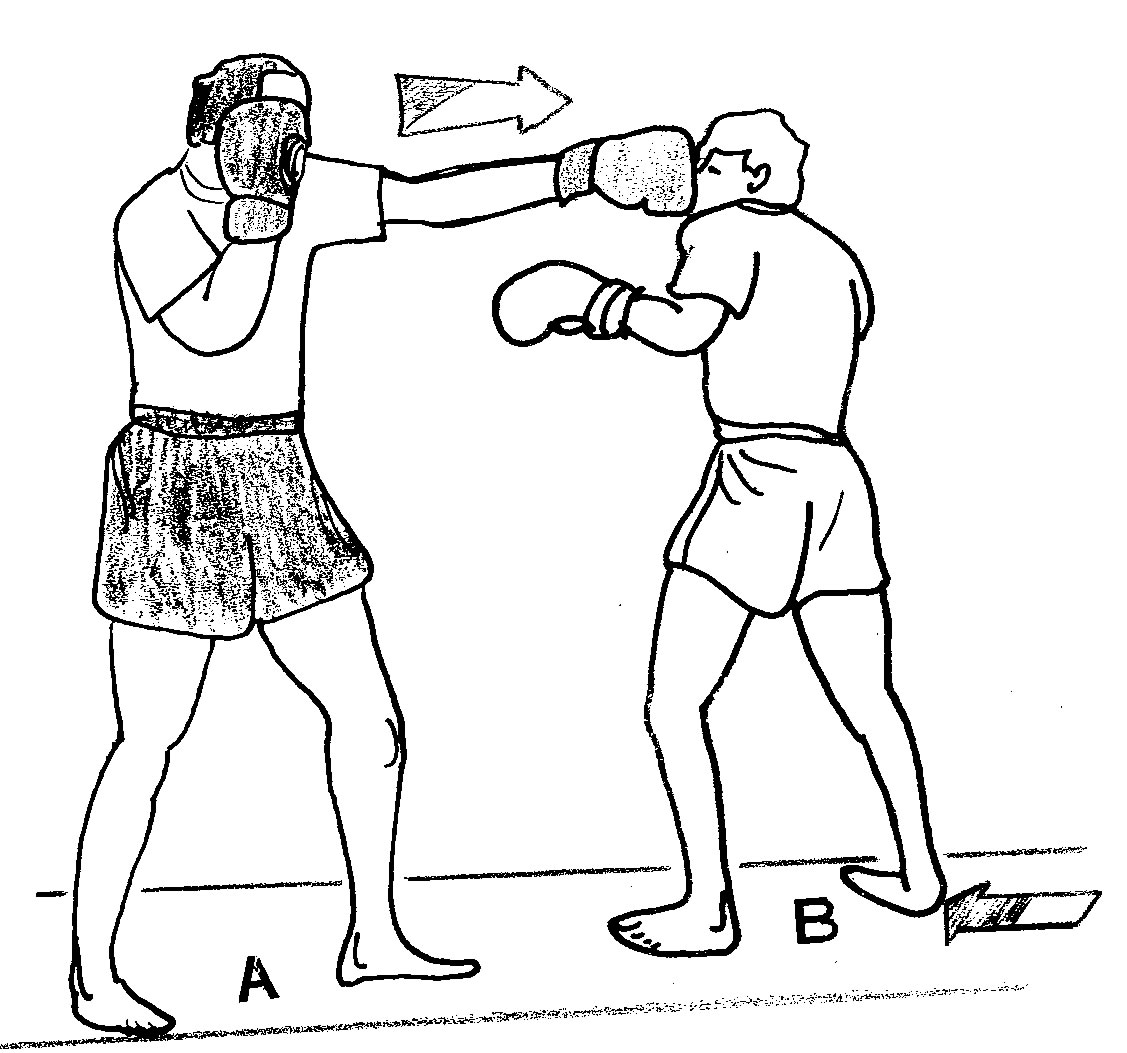
Джеб (англ. jab)
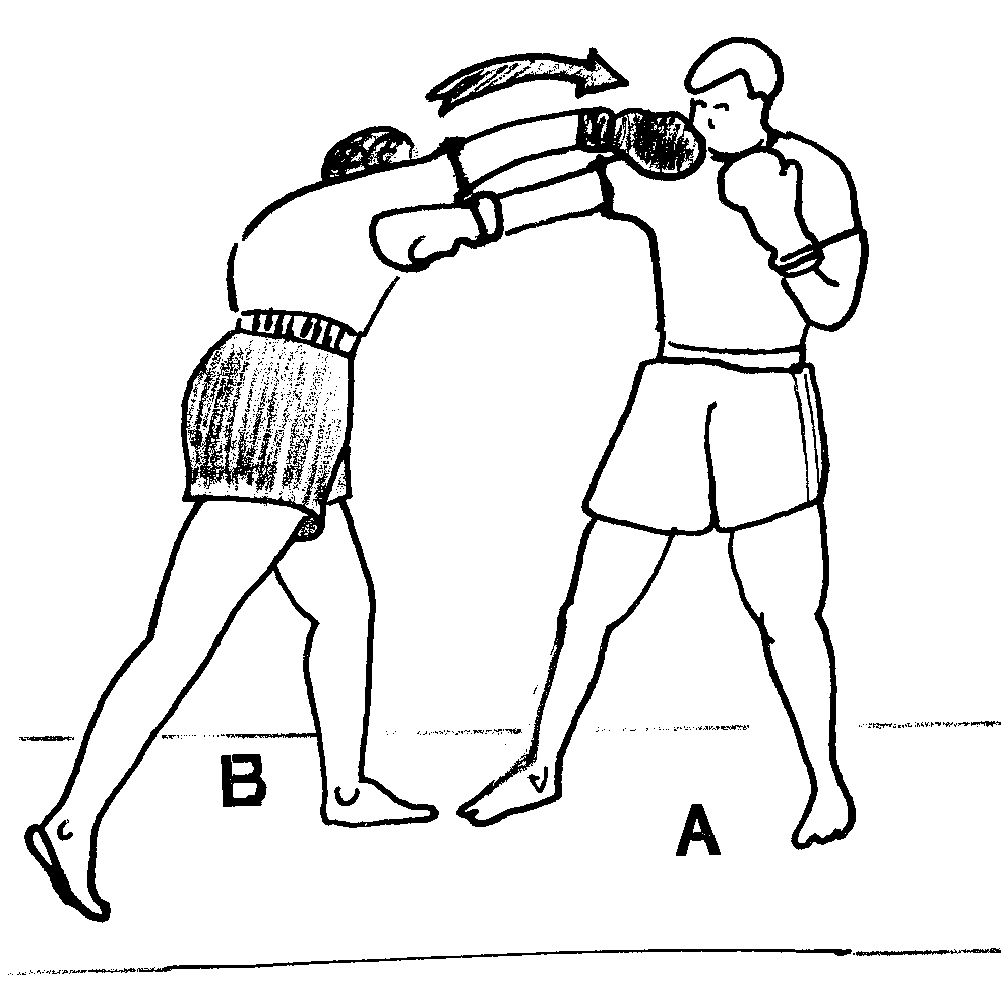
Кросс (англ. cross)
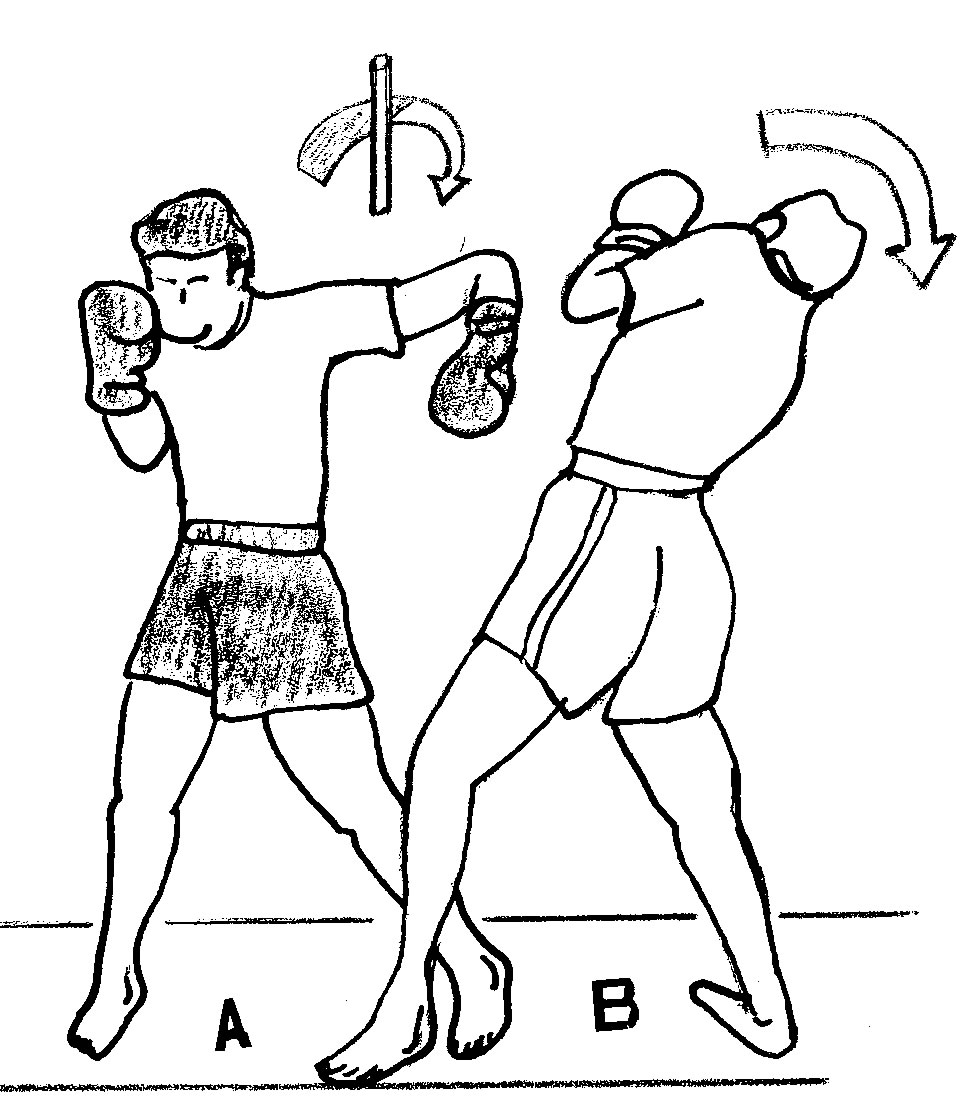
Хук (англ. hook)
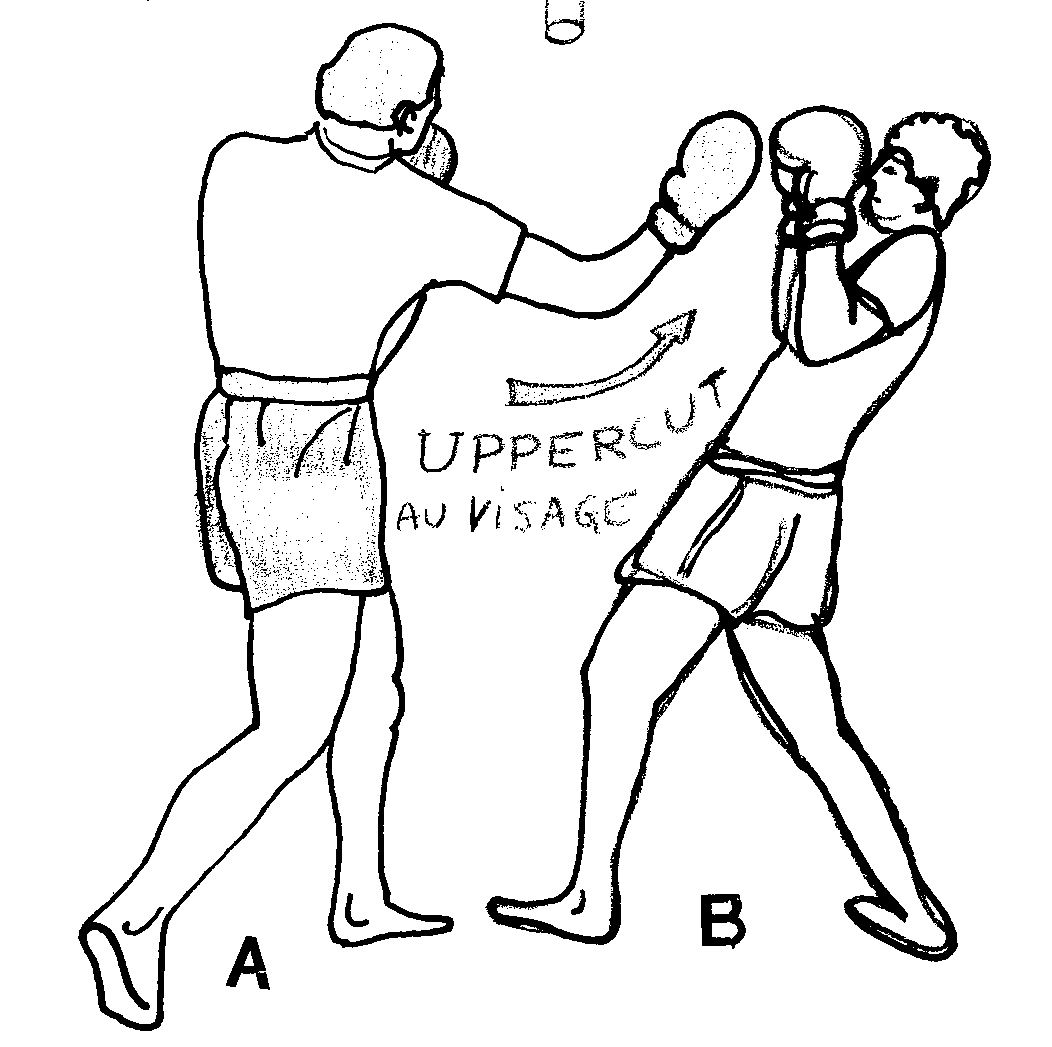
Апперкот (англ. uppercut)
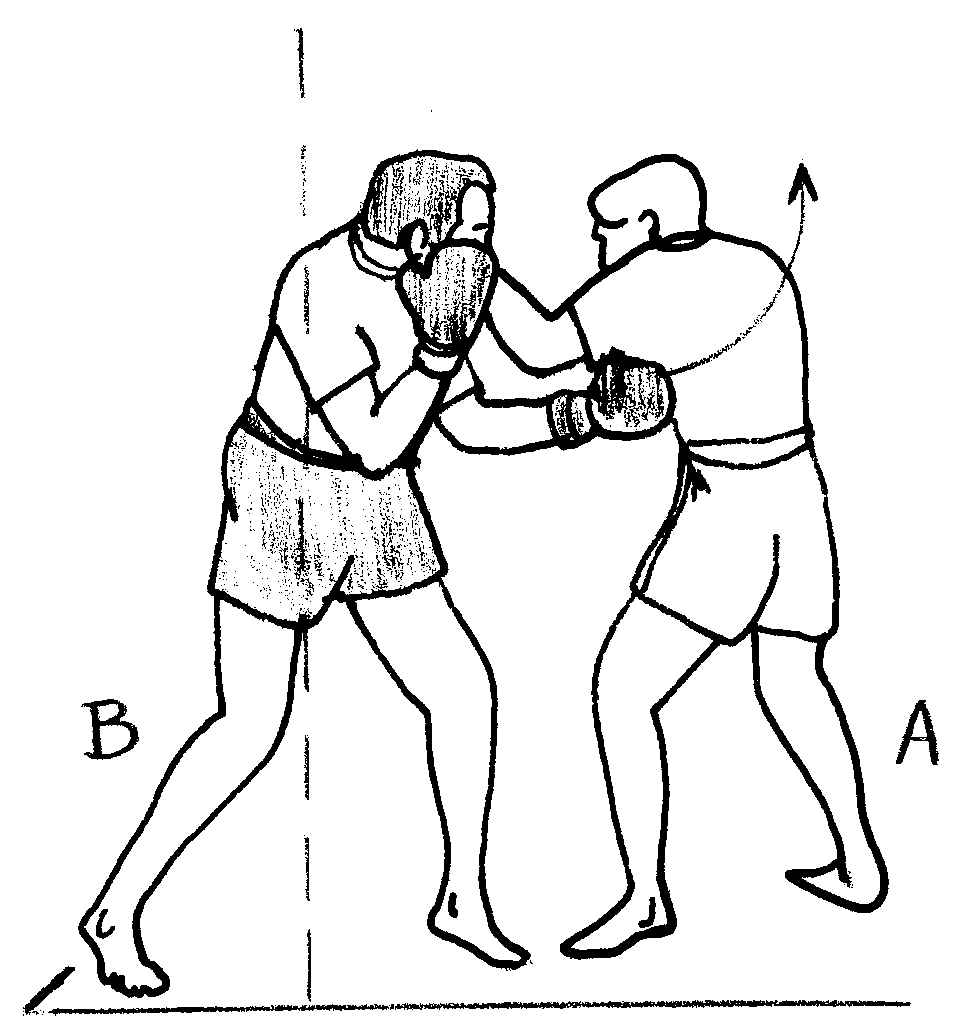
Короткий прямой удар (англ. Short straight punch)
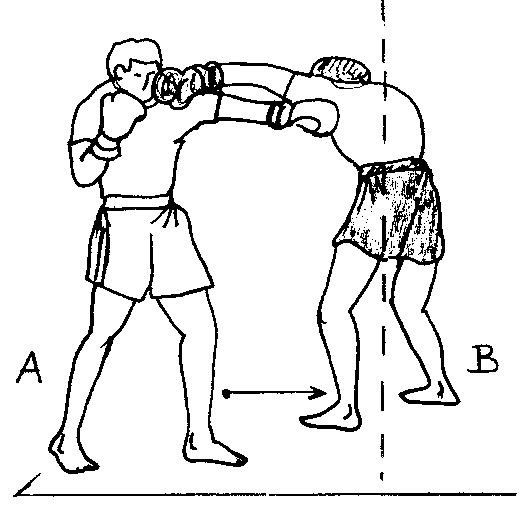
Боковой контрудар (англ. cross-counter)
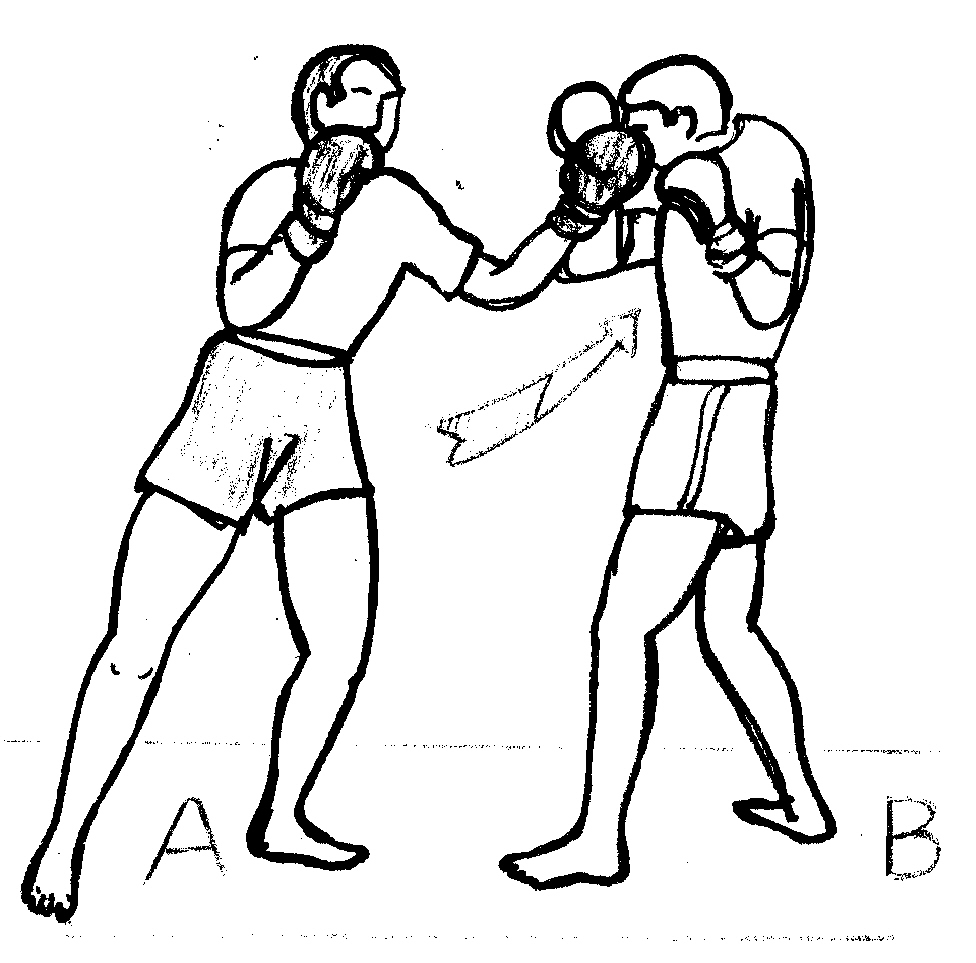
Полуапперкот (англ. half uppercut)
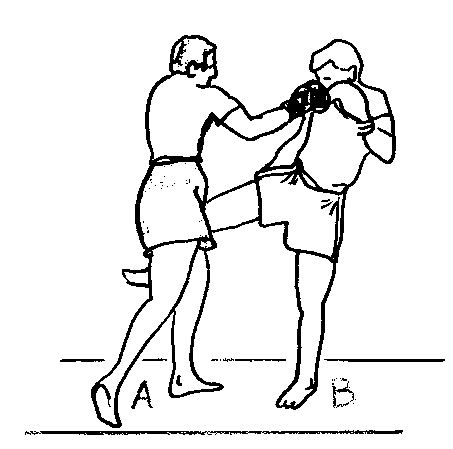
Полухук (англ. half hook)

Удары можно наносить один за другим, формируя связки.

### Защита
Существует несколько основных движений, которые может использовать боксёр, чтобы избежать удара.

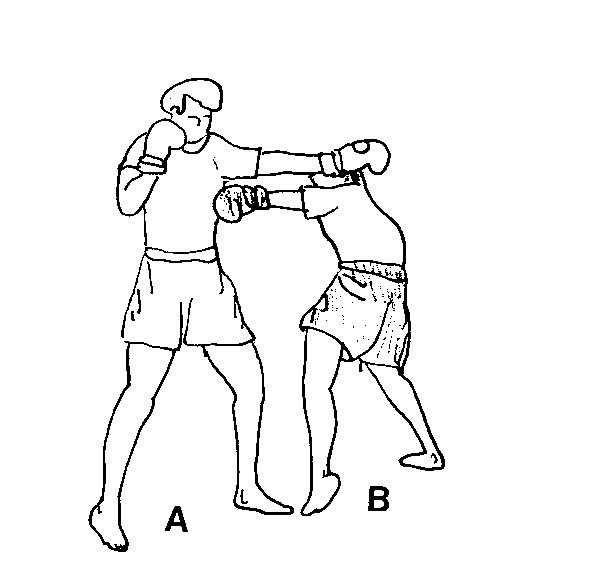
Уклон (англ. Slipping)
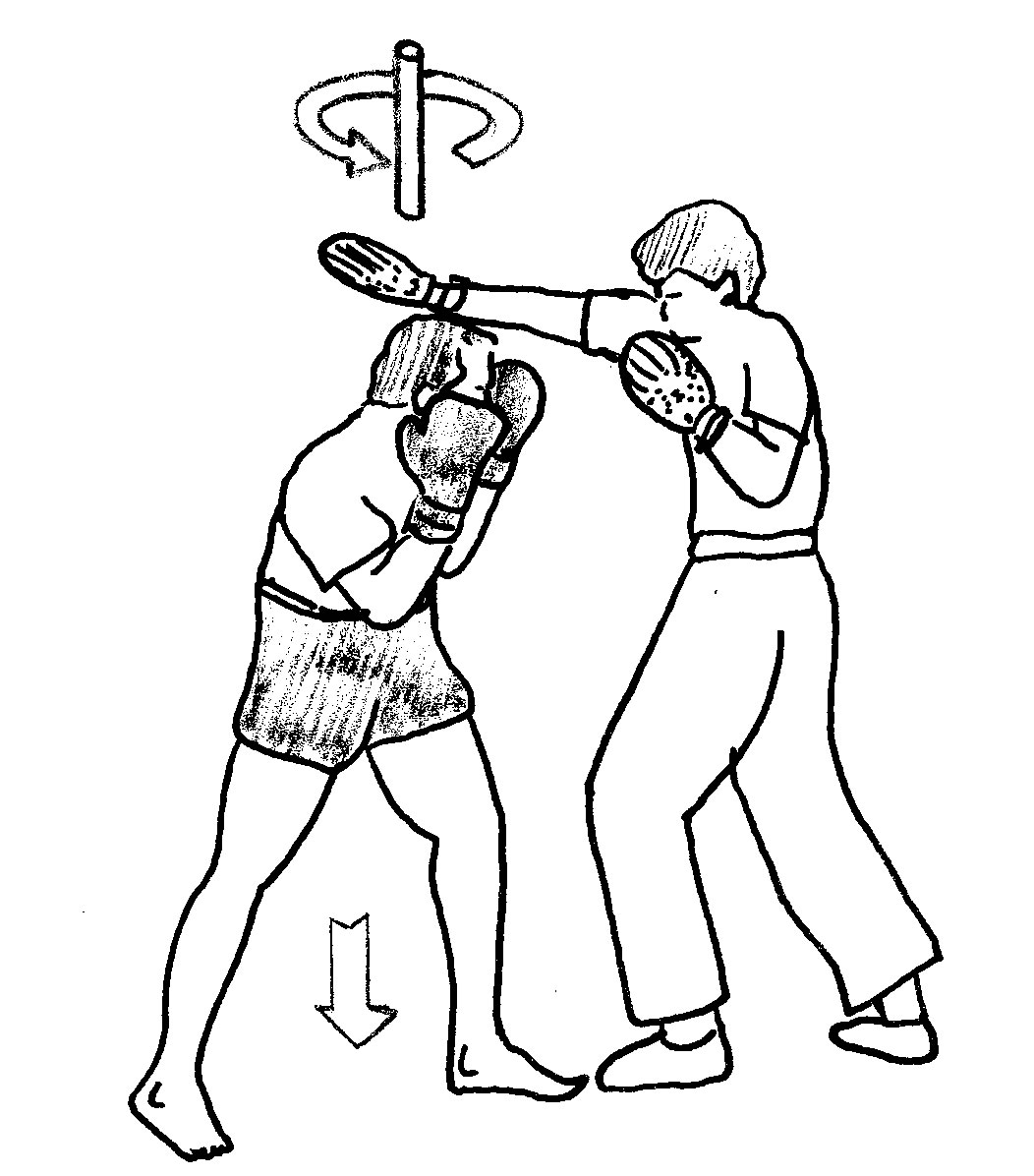
Нырок (англ. Bobbing)
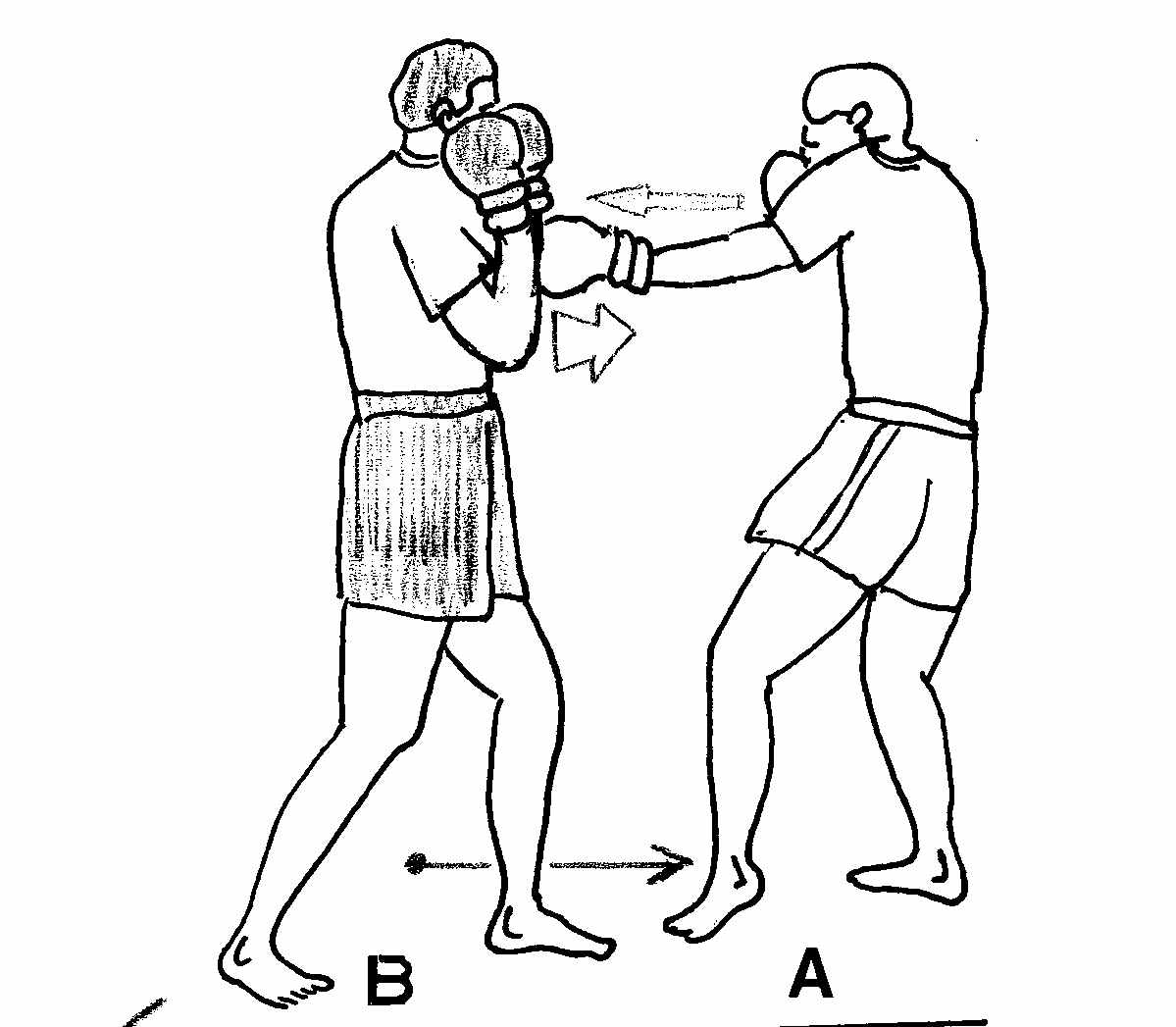
Блокаж (англ. Blocking)
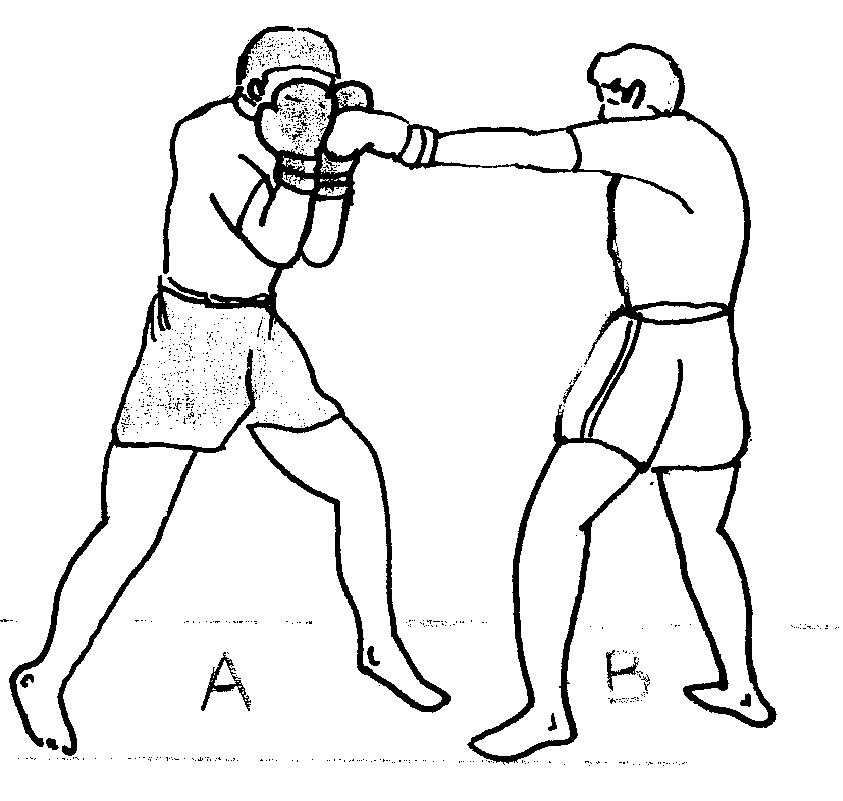
Подставка (англ. Cover-up)
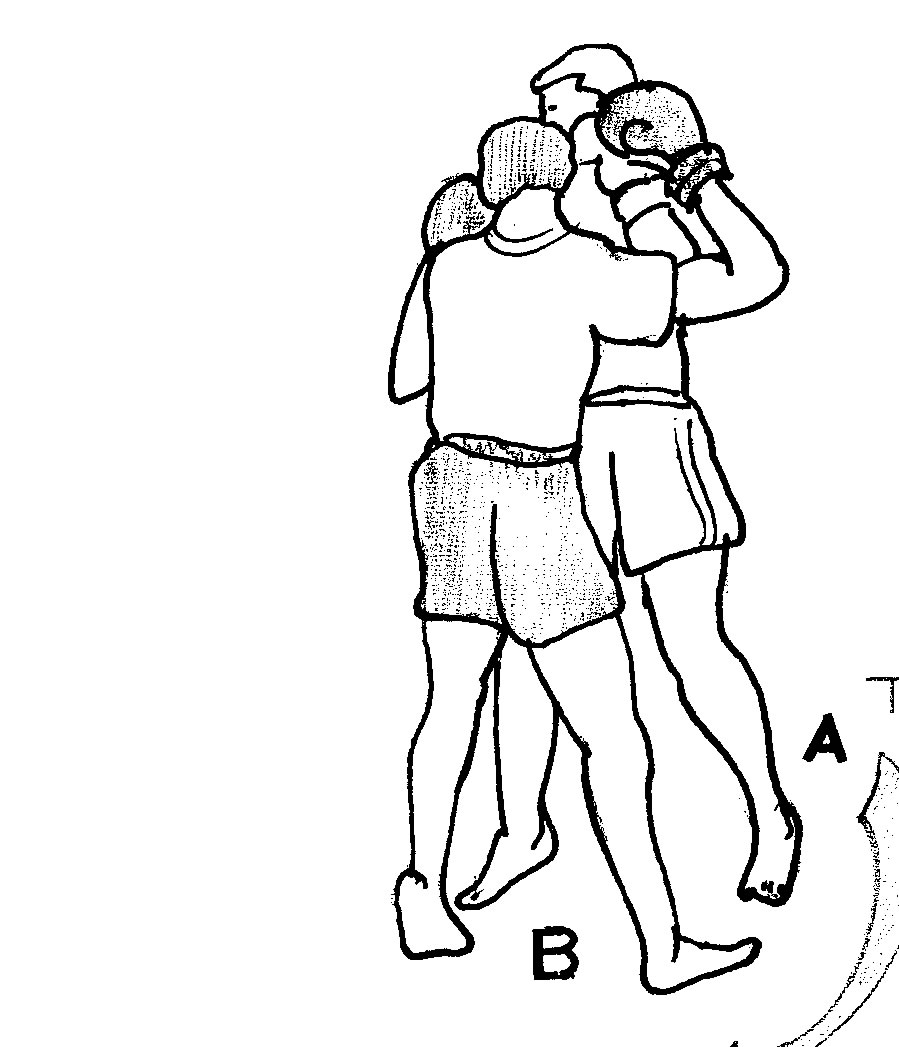
Клинч (англ. Clinching)
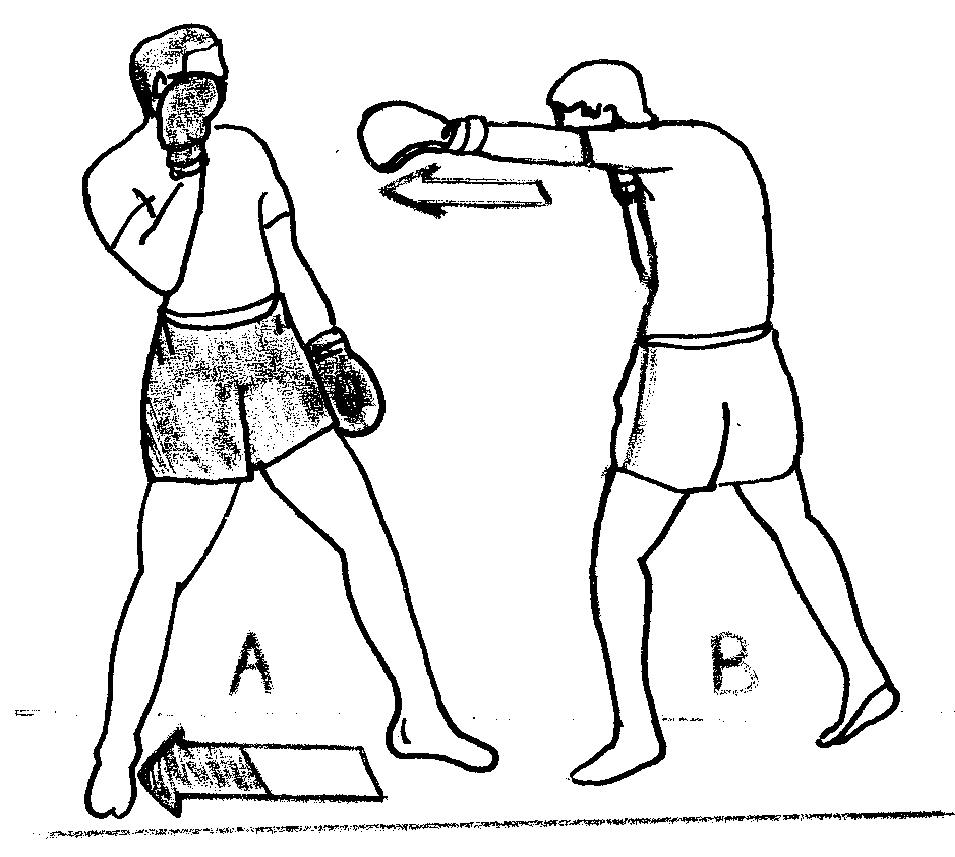
Перемещения (англ. Footwork)

Уклон — движение вбок-вперёд. Удар соперника проходит рядом с головой и появляется возможность провести ответную атаку. Используется против прямых ударов.
Нырок — приседание с небольшим наклоном туловища вперёд, которое сочетается с переносом веса тела с одной ноги на другую. Используется против боковых ударов, которые в случае правильного выполнения защиты проходят над головой.
Подставка — подставление под удар локтя, тыльной стороны предплечья, ладони, плеча.
Накладка — остановка удара в самом начале путём наложения руки на перчатки, предплечья, плечи противника.
Отбив — в средней фазе удара воздействие своим предплечьем на руку противника с целью сместить направление удара в сторону.
Блокаж — использование рук, плеча или локтей для защиты от удара.
Клинч — сковывание атакующих действий противника, «связывание» его рук.
Перемещения — которые часто использовал чемпион мира в супер тяжёлом весе Мохаммед Али движения назад, вправо-назад, влево-назад, вправо, влево, вправо-вперёд, влево-вперёд.

#### Защитные стойки
Защитная стойка — это оптимальное расположение тела боксёра, способствующее надёжной защите и успешным атакам. Существует несколько стилей защиты, и каждый боксёр использует удобный для него вариант: некоторые предпочитают держать руки на высоком уровне, чтобы защитить голову, другие — на более низком, чтобы избежать ударов по корпусу. Многие бойцы меняют стиль защиты по ходу боя.
Двойная локтевая («крест») — одно предплечье кладётся на другое горизонтально на уровне головы так, чтобы перчатка одной руки лежала на локте другой руки. Этот стиль сильно изменяется, когда задняя рука принимает вертикальное положение. Для того, чтобы избежать попадания в голову, данный стиль является одним из самых эффективных. Единственный удар, который может попасть в голову, в её верхнюю часть — это джеб. Тело остаётся открытым и, несмотря на то, что большинство боксёров сгибается, чтобы предотвратить попадания по корпусу, удары очень часто достигают цели. В профессиональном боксе эту защиту использовали Кен Нортон, Арчи Мур, Тим Уизерспун, Паулино Узкудун, Гилберт Баптист, Джин Фуллмер, Джордж Форман.
«Пикабу» (игра в прятки) — стиль, разработанный Касом Д’Амато. Руки бойца находятся рядом и расположены перед лицом у щёк, локти плотно прилегают к телу. Техника «пикабу» основана на постоянных перемещениях из стороны в сторону и маятникообразных нырковых движениях. Все удары совершаются на уклонах и выходах из нырков; техника удара — взрывная и пробивная. Самым ярким представителем этого стиля стал Майк Тайсон, отработавший движения «пикабу» до совершенства.
"Филадельфийская раковина" («краб») — эта стойка даёт прекрасную возможность контратаковать, так как позволяет вращать и наклонять торс и вместе с этим наносить удары не теряя из вида соперника. Передняя рука ставится поперёк торса под грудью — так, чтобы перчатка находилась у другого бока боксёра. Задняя (ведущая) рука ставится вверх — так, чтобы перчатка располагалась возле щеки. Плечо второй руки тесно прижато к щеке. Эта стойка применяется теми, кто любит контратаковать. Чтобы использовать эту стойку нужно иметь хорошую атлетическую подготовку и большой опыт. Эта позиция эффективна, поскольку позволяет вращать и нагибать торс, что даёт возможность наносить контрудар, не выпуская из вида соперника. «Филадельфийская раковина» или «краб» довольно редко используется современными боксёрами, из известных мастеров этой техникой пользовались Джордж Бентон, Флойд Мейвезер и Джеймс Тони. Один из защитных приёмов Тони — спрятать подбородок за плечо (прижав его к груди) и двигать корпусом уходя от удара, а затем проводить собственную атаку.
«Длинная защита» («подвешенный джеб») — боксёр постоянно измеряет передней рукой насколько далеко от него находится соперник. Это позволяет лучше контролировать дистанцию, а за счёт этого видеть атаку соперника и побеждать тактикой обыгрывания. В такой стойке не требуется великолепная реакция, но нужна хорошая скорость передвижений на ногах. Левая рука перекрывает траекторию правого прямого удара, в то время как правая, выставленная немного вперёд, блокирует путь джеба. Боковые удары и оверхенды можно поднять локтями или предплечьями, удары же по туловищу не дойдут до цели — пусть корпус боксёра и открыт, но до него трудно дотянуться на такой дистанции. Кроме того, это просто опасно делать, ведь выставленные вперёд руки будут совсем рядом с головой атакующего. Поскольку корпус единственное открытое место, увидеть эти рискованные атаки становится намного проще. Таким образом «длинная защита» работает почти полностью противоположно тому, как работает «филадельфийская раковина», при которой туловище хорошо защищено, а голова остаётся открытой для провокации атаки. В профессиональном боксе эту защиту с успехом использовали Андре Уорд и Владимир Кличко.

### Менее распространённые стратегии
Вис на канатах — тактика, которую использовал Мухаммед Али в 1974 году во время боя, известного как «Грохот в джунглях», с Джорджем Форманом. Заключается в том, что боксёр как можно дольше лежит на канатах, давая сопернику возможность наносить удары. По мере того как нападающий устаёт, защищающийся переходит в атаку и ломает защиту измождённого оппонента. В современном боксе такая стратегия не используется, так как она уже стала известной и очень небольшое количество боксёров может выстоять против ударов соперника.
Удар Боло — удар, сила которого складывается в эффекте дуги окружности. Эффективность связана не с мощью, а с неожиданным углом попадания. Это скорее уловка, а не технический манёвр. Были боксёры, которые великолепно использовали его: чемпионы второго полусреднего веса Шугар Рэй Леонард и Кид Гавилан.

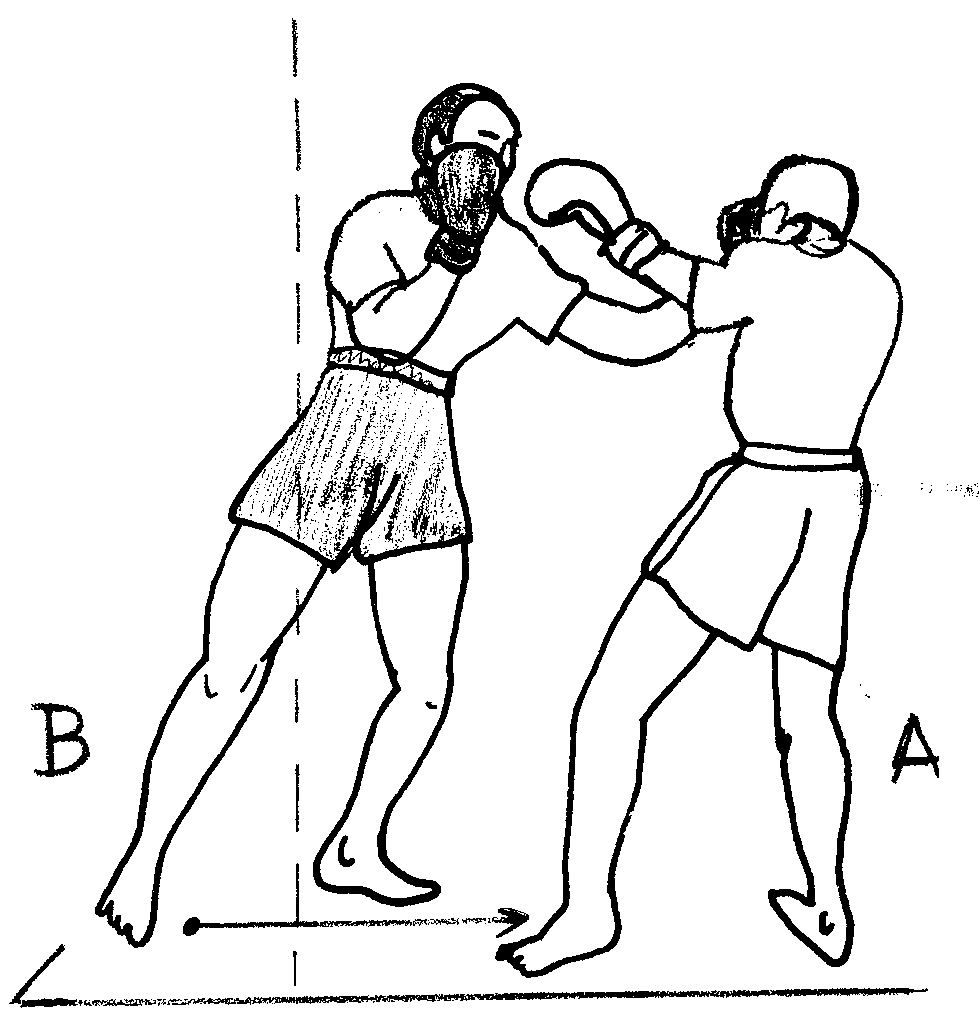
Удар Боло
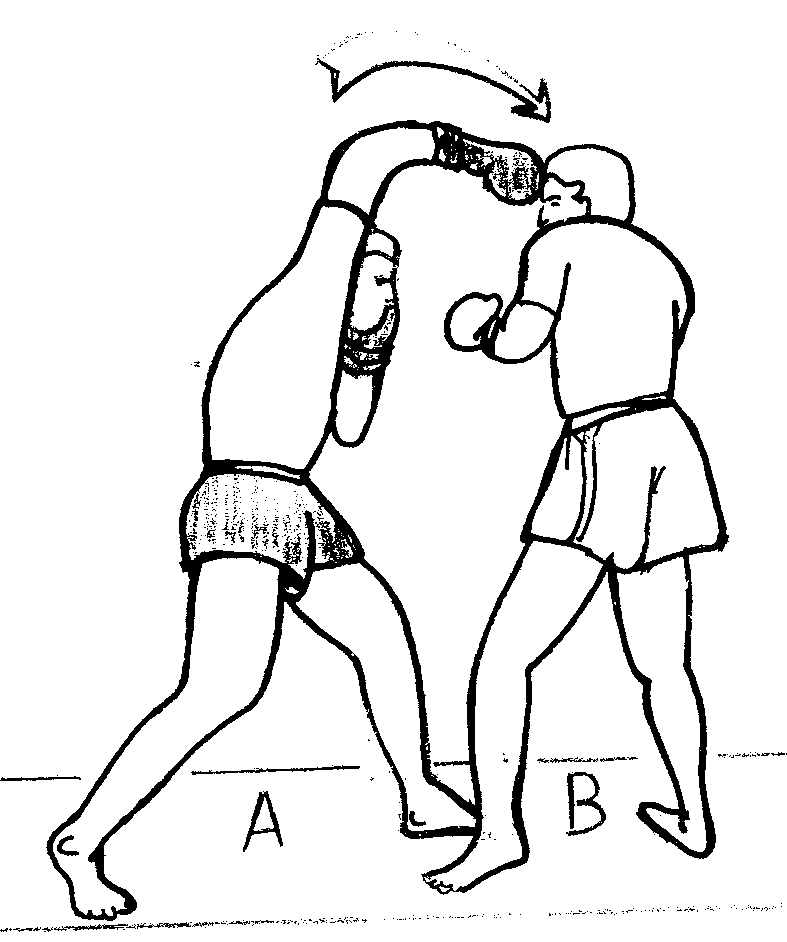
Оверхенд

Оверхенд — В отличие от правого кросса, идущего параллельно земле, оверхенд идёт по дуге. Удар часто используется невысокими боксёрами для того, чтобы достать более рослого оппонента. Рокки Марчиано и Тим Уизерспун очень эффективно использовали оверхенд.
Check хук — используется при стремительном движении соперника вперёд. Удар состоит из двух частей: первая — это простой хук, а вторая — подработка ногами. Когда соперник надвигается, боксёр должен выполнить хук, опереться на левую ногу и развернуть правую ногу на 180°. Флойд Мейвезер выполнил идеальный пример этого удара во время поединка с Рикки Хаттоном в 2007 году.
Обычно боксёры стараются проводить короткие и быстрые комбинации, и после этого сменить позицию, чтобы избежать ответной атаки. Центр ринга — самое удобное место, так как боец может двигаться в любом направлении. Движение — самый лучший способ избежать ударов оппонента.

## Подготовка боксёров
Специфика боксёрских поединков требует от спортсменов хорошей физической подготовки: прежде всего, силы и колоссальной выносливости. Огромное значение имеет постановка дыхания, а также специфические навыки: реакция, умение «взорваться», способность держать удар. Для постановки дыхания, выработки выносливости и «взрывных» качеств используют бег на различные дистанции в рваном ритме и челночный бег. Для развития силы и качества удара применяются мешки и «груши» различного веса и конструкции: тяжёлые (до 100 кг) мешки с резиновой крошкой; заполненные жидкостью мешки средней тяжести; лёгкие мешки в форме мяча, на растяжках прикреплённые к полу и потолку и др. Точность удара, а также работа «сериями» отрабатывается на «лапах» — специальных круглых перчатках, которые надевает себе на руку тренер. Для укрепления мышц плечевого пояса, а также мышц спины и пресса используются упражнения, имитирующие колку дров: боксёр кувалдой наносит удары по автомобильным колёсам (обычно от грузовиков). Для выработки скорости ударов делают так называемое «раскидывание» рук: связки ударов или одиночные удары по воздуху с зажатыми в кулаках килограммовыми гантелями. Ещё один обязательный пункт в тренировке боксёров — их фирменные упражнения со скакалкой и с набивным мячом.

### Спарринг
Особое место в процессе подготовки боксёра занимает так называемый спарринг — тренировочный бой. Профессионалы, готовясь к очередному поединку, специально подбирают себе в спарринг-партнёры боксёра (или нескольких боксёров), максимально схожего с их будущим соперником по физическим кондициям, технике и пр. Во время спаррингов отрабатываются отдельные элементы будущего поединка и подбирается его оптимальный «тактический рисунок».

### Бой с тенью
Бой с тенью — бой с воображаемым противником во время тренировки боксёра. Применяется как в любительском, так и в профессиональном боксе.
Боксёр находится в обычной боксёрской стойке и может использовать все известные удары и защиты, но тренер может дать указание использовать только некоторые из них. В таком бою все удары и защиты идут на отработку техники и размятия мышц перед боем с партнёром либо с грушей. Также для удобства могут использоваться бинты или боксёрские перчатки.

## Весовые категории
Весовая категория — основной параметр боксёра, играющий роль при организации поединка или для участия в соревнованиях. Между собой могут боксировать только спортсмены одной весовой категории, при этом другие антропометрические данные в расчёт не берутся. Из-за такой классификации часто бывает так, что один боксёр получает заведомое преимущество перед другим за счёт своих физиологических особенностей (рост, размах рук). Так сложилось, что в XXI веке именно антропометрические данные боксёров играют немаловажную роль, а подчас и определяющую. Весовая классификация на данный момент является единственным способом разделения боксёров на группы, так как другие параметры измерить очень сложно и результат будет субъективным. В настоящее время в профессиональном боксе существует 17 весовых категорий, в то время, как в любительском их всего 10.
Весовые категории были сформированы в XIX — начале XX века в связи с тем, что тяжёлый боксёр всегда имел преимущество над более лёгким соперником. Классификация была разработана в США и Англии.
Было создано восемь весовых категорий:
| Категория                                         | Вес                                   |
| ------------------------------------------------- | ------------------------------------- |
| Наилегчайший вес — «вес мухи» (англ. flyweight)   | не более 112 фунтов (50,8 килограмма) |
| Легчайший вес — «вес петуха» (англ. bantamweight) | 118 фунтов (53,5 кг.)                 |
| Полулёгкий вес — «вес пера» (англ. featherweight) | 126 фунтов (57,2 кг.)                 |
| Лёгкий вес (англ. lightweight)                    | 135 фунтов (61,2 кг.)                 |
| Полусредний вес (англ. welterweight)              | 147 фунтов (66,7 кг.)                 |
| Средний вес (англ. middleweight)                  | 160 фунтов (72,6 кг.)                 |
| Полутяжёлый вес (англ. light heavyweight)         | 175 фунтов (79,4 кг.)                 |
| Тяжёлый вес (англ. heavyweight)                   | свыше 175 фунтов (79,4 кг.)           |

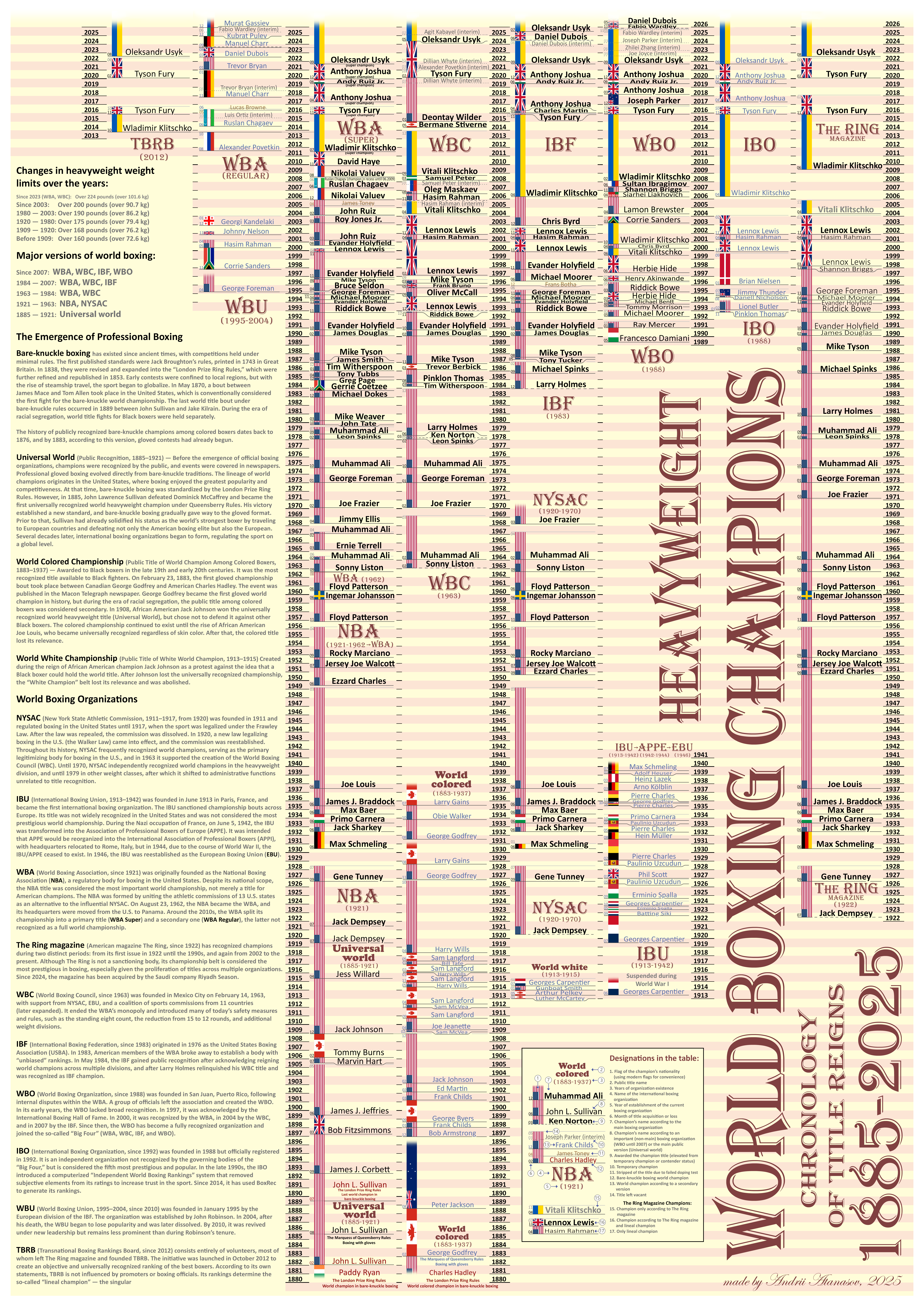
Список чемпионов мира по боксу в тяжёлом весе по самым престижным версиям

Классификация развивалась и на сегодняшний день в профессиональном боксе существует 17 весовых категорий:
| Вес в кг (в скобках — в фунтах) | Год создания | Название категории      | WBC                 | WBA                 | IBF                  | WBO                  | BoxRec              |
| ------------------------------- | ------------ | ----------------------- | ------------------- | ------------------- | -------------------- | -------------------- | ------------------- |
| Свыше 90,718 (200)              | 1885         | Тяжёлый вес             | Heavyweight         | Heavyweight         | Heavyweight          | Heavyweight          | Heavyweight         |
| До 90,718 (200)                 | 1980         | Первый тяжёлый вес      | Cruiserweight       | Cruiserweight       | Cruiserweight        | Junior heavyweight   | Cruiserweight       |
| До 79,378 (175)                 | 1913         | Полутяжёлый вес         | Light heavyweight   | Light heavyweight   | Light heavyweight    | Light heavyweight    | Light heavyweight   |
| До 76,203 (168)                 | 1984         | Второй средний вес      | Super middleweight  | Super middleweight  | Super middleweight   | Super middleweight   | Super middleweight  |
| До 72,574 (160)                 | 1884         | Средний вес             | Middleweight        | Middleweight        | Middleweight         | Middleweight         | Middleweight        |
| До 69,85 (154)                  | 1962         | Первый средний вес      | Super welterweight  | Super welterweight  | Junior middleweight  | Junior middleweight  | Light middleweight  |
| До 66,678 (147)                 | 1914         | Полусредний вес         | Welterweight        | Welterweight        | Welterweight         | Welterweight         | Welterweight        |
| До 63,503 (140)                 | 1959         | Первый полусредний вес  | Super lightweight   | Super lightweight   | Junior welterweight  | Junior welterweight  | Light welterweight  |
| До 61,235 (135)                 | 1886         | Лёгкий вес              | Lightweight         | Lightweight         | Lightweight          | Lightweight          | Lightweight         |
| До 58,967 (130)                 | 1959         | Второй полулёгкий вес   | Super featherweight | Super featherweight | Junior lightweight   | Junior lightweight   | Super featherweight |
| До 57,153 (126)                 | 1889         | Полулёгкий вес          | Featherweight       | Featherweight       | Featherweight        | Featherweight        | Featherweight       |
| До 55,225 (122)                 | 1976         | Второй легчайший вес    | Super bantamweight  | Super bantamweight  | Junior featherweight | Junior featherweight | Super bantamweight  |
| До 53,525 (118)                 | 1894         | Легчайший вес           | Bantamweight        | Bantamweight        | Bantamweight         | Bantamweight         | Bantamweight        |
| До 52,163 (115)                 | 1980         | Второй наилегчайший вес | Super flyweight     | Super flyweight     | Junior bantamweight  | Junior bantamweight  | Super flyweight     |
| До 50,802 (112)                 | 1911         | Наилегчайший вес        | Flyweight           | Flyweight           | Flyweight            | Flyweight            | Flyweight           |
| До 48,988 (108)                 | 1975         | Первый наилегчайший вес | Light flyweight     | Light flyweight     | Junior flyweight     | Junior flyweight     | Light flyweight     |
| До 47,627 (105)                 | 1987         | Минимальный вес         | Miniflyweight       | Minimumweight       | Mini flyweight       | Mini flyweight       | Minimumweight       |

В любительском боксе действует другая система, в соответствии с которой боксёры разбиты на 10 весовых категорий (названия категорий являются условными, в официальных документах используется только их обозначение в килограммах). С 2002 года установлены следующие 10 категорий (раньше их было 12):
| Категория               | Вес          |
| ----------------------- | ------------ |
| Наилегчайший вес        | 49 кг.       |
| Второй наилегчайший вес | 52 кг.       |
| Легчайший вес           | 56 кг.       |
| Полулёгкий вес          | 60 кг.       |
| Полусредний вес         | 64 кг.       |
| Первый средний вес      | 69 кг.       |
| Второй средний вес      | 75 кг.       |
| Полутяжёлый вес         | 81 кг.       |
| Первый тяжёлый вес      | 91 кг.       |
| Супертяжёлый вес        | свыше 91 кг. |

## Профессиональные травмы боксёров
У боксёров может развиться необратимое повреждение мозга, относящееся к хроническим травматическим энцефалопатиям, которое часто называют боксёрской деменцией или боксёрским слабоумием. Состояние развивается медленно и постепенно. Изменения, происходящие в мозге, как результат многократных травм, включают гибель нервных клеток, рубцевание и возникновение нейрофибриллярных клубков. Хотя особенно опасны нокауты, но свой вклад вносит любой удар в голову. Среди известных спортсменов от этой болезни, возможно, страдали Флойд Паттерсон, Джерри Кварри, Майк Кварри, Шугар Рэй Робинсон. Также у боксёров может развиться болезнь Паркинсона.